# Johann Sebastian Bach
Johann Sebastian Bach (Eisenach, 1685. március 31. (az akkor még ott használt Julián naptár szerint március 21.) – Lipcse, 1750. július 28.) barokk kori német zeneszerző, orgonista, hegedűművész, a zeneművészet kiemelkedő egyénisége, a protestáns egyházi zene jeles képviselője.
A 17. század elejéig visszavezethető Bach dinasztia legjelentősebb alakja volt. Eisenachban született, itt tanult meg zenélni; kezdetben apjától, majd árvaságra jutva bátyjától, Johann Christophtól. 1700-ban, a lüneburgi tanulmányai alatt ismerkedett meg behatóan az orgonával, amelynek csakhamar virtuóz ismerője lett. Előbb a weimari zenekarban játszott, majd az arnstadti templom orgonistája lett. 1707-ben Mühlhausenben vállalt orgonistaállást, itt vette el feleségül másod-unokatestvérét, Maria Barbara Bachot.
A következő évben ismét a weimari udvarba került, ezúttal orgonista és kamaramuzsikusi minőségben. 1717-ben elhagyta Weimart, és a kötheni herceg szolgálatába állt. Itt írta kamara- és versenyműveinek jelentős részét. Felesége halála után rövidesen ismét megnősült: Anna Magdalena Wilkent vette el. 1723-ban, a zenerajongó kötheni herceg halála után Bach megpályázta és elnyerte a lipcsei Tamás-templom kántori állását. Életének utolsó negyed századában az iskolai és templomi tevékenysége mellett rengeteget komponált, és elvállalta a Collegium musicum igazgatását is. Mindennapjait azonban az anyagi gondok és az iskola vezetésével való gyakori konfliktusok egyaránt megnehezítették. John Taylor 1750 márciusában tűvel próbálta a szürkehályogot gyógyítani, két alkalommal is, de Bach megvakult, (ugyanez az orvos vakította meg Händelt is), majd Bach látása egy nyári napon csodálatos módon visszatér, újra dolgozni kezd a hármasfúgán, de 1750. július 8-án agyvérzést kap és tíz napi szenvedés után Lipcsében meghal.
Hatása a zenekultúrára felmérhetetlen. Művei mély intellektuális tartalmuk és tanító jellegük miatt zeneszerzők nemzedékeire hatottak. Bach művészetében a barokk hangszeres polifónia fejlődésének csúcspontjára érkezett. E stílus legfontosabb műfaja, a fúga általa nyerte el a legtökéletesebb és legkoncentráltabb kifejezőerejét. Munkássága jó részét a vallásos tárgyú kompozíciók alkotják, amelyek alapja a protestáns korál. Művészete a barokk kor zenei törekvéseinek hatalmas összefoglalása, ugyanakkor a XX–XXI. századi kultúrára is elemi hatással van. A Voyager Golden Recordon a legtöbb, 3 műve szerepel; több ezer felhasználással a hangosfilm és a filmművészet egyik leggyakrabban felhasznált szerzője a jelenkorig.

## Életútja

### Gyermekévei

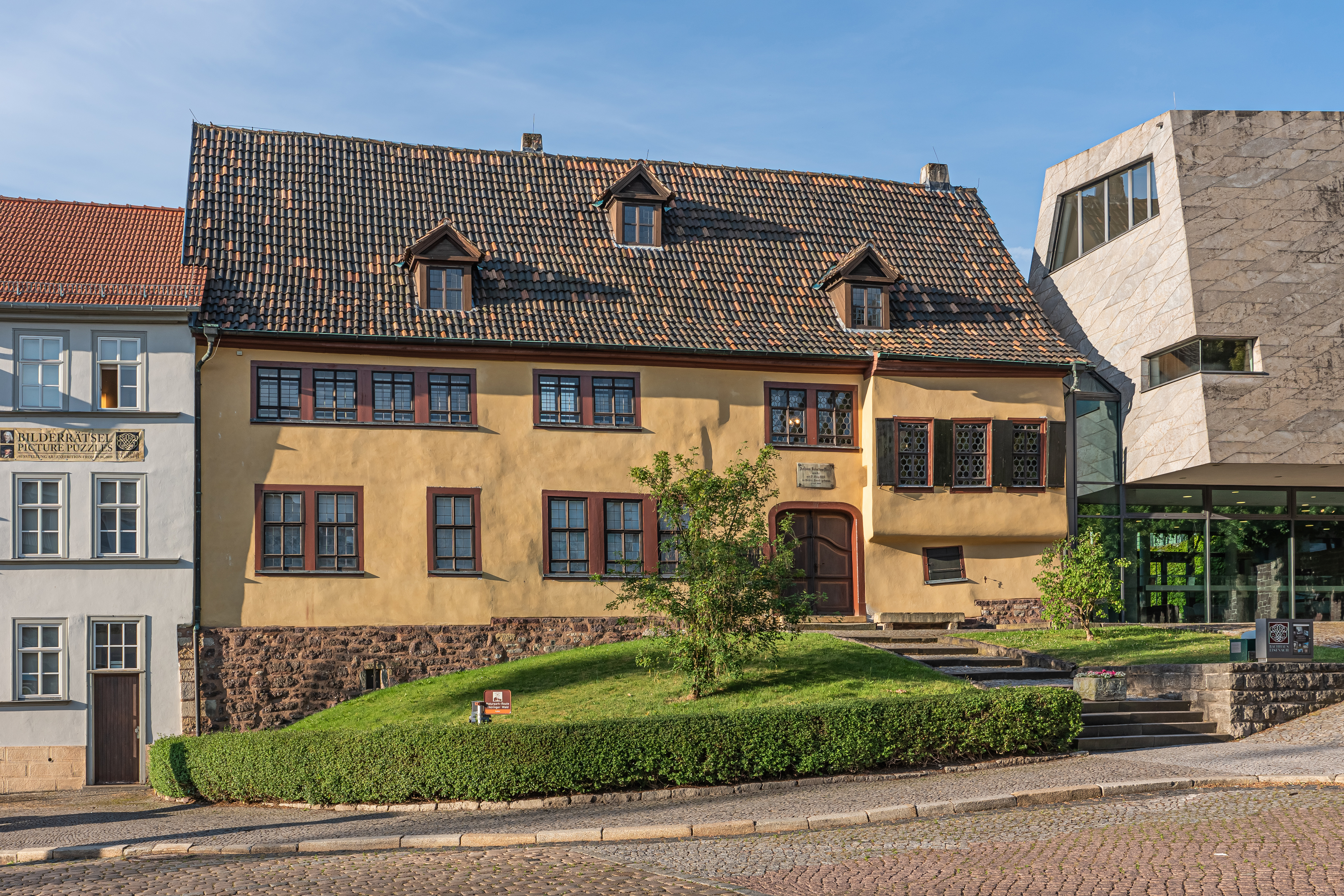
Bach szülőháza Eisenachban

Johann Sebastian Bach 1685. március 31-én született Eisenachban, Johann Ambrosius Bach városi zenész és Elisabeth Bach (szül. Lämmerhirt) nyolcadik gyermekeként. A helyi Szent György-templomban keresztelték meg. Bach gyermekéveiről keveset tudni. A zenével először négyévesen került kapcsolatba apjának és másod-unokatestvérének (nagyapja testvére fiának, Johann Ambrosianus unokatestvérének), Johann Christoph Bachnak köszönhetően, aki megismertette a gyermeket a templom orgonájával. Valószínűleg ekkor gyökerezett meg benne az orgonajáték szeretete.
A gyermeket hét-nyolc éves korában az 1692–1693. tanévre beíratták az eisenachi „latin iskolába”. Itt tanult meg olvasni, írni, itt ismerte meg a kátét, a zsoltárokat, valamint a Bibliát úgy német, mint latin nyelven. A régi német hagyomány szerint kiemelkedő szerepet kapott a zene, amelynek vezetése Andreas Christian Dedekind kántor kezében összpontosult. A diákok kórusa vasár- és ünnepnapokon a főtemplomban énekelt, ezenkívül különlegesebb alkalmakkor (például esküvőkön) is fellépett, sőt a környékbeli falvakat is bejárta. A korabeli feljegyzések szerint a gyermek Bachnak átható erejű, csengő szopránhangja volt, és szinte bizonyos, hogy buzgón részt vett az akkoriban divatos utcai éneklésekben. A fiú korán, mindössze kilencévesen veszítette el édesanyját 1694. május 3-án.
A sokgyermekes család háztartása nem maradhatott sokáig asszony nélkül, így az özvegy apa még abban az évben, novemberben újranősült: elvette az arnstadti polgármester leányát, Barbara Margaretha Bartholomäit (szül. Keul), egy unokatestvérének, Johann Günther Bachnak fiatal özvegyét. De három hónap múlva, 1695. február 24-én az édesapa, Ambrosius Bach is hirtelen meghalt. Apja után nem maradt számottevő vagyon, hiszen életében is csak nagy áldozatok árán tudta népes családját fenntartani. Mostohaanyja valószínűleg visszaköltözött rokonaihoz Arnstadtba Maria Saloméval, Bach nővérével együtt. Az akkor még élő három fiúgyermek közül Sebastian volt a legfiatalabb: három évvel idősebb bátyja, Johann Jacob (a későbbi oboista) még iskolás volt; a legidősebbik, tizennégy évvel idősebb bátyja, Johann Christoph azonban már öt éve szerény fizetésű orgonista volt a közeli Ohrdrufban. Az akkori idők szokása szerint az idősebb testvér magához vette elárvult öccseit.

### Tanulóévei Ohrdrufban

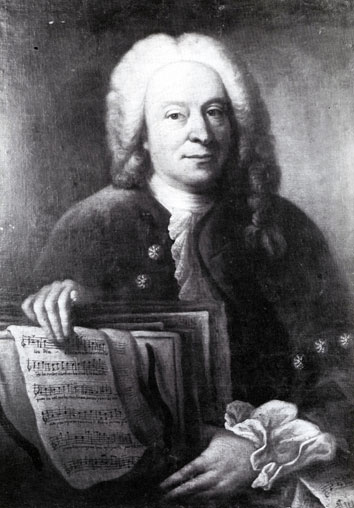
Johann Christoph Bach, Johann Sebastian bátyja

Ohrdrufban tanulmányait a líceumban folytatta. Itt osztálytársa volt unokaöccse, Johann Ernst Bach, valamint Georg Erdmann, akivel életre szóló barátságot kötött. Az ohrdrufi líceum egyike volt azon iskoláknak, amelyeknek tantervét még Bach ottjárta előtt a híres pedagógus, Comenius reformja nyomán, modern szellemben megújították, és a tanítás alapelvének a szemléltető oktatást tették meg. Az iskolai munka eredményességét és a diákság szociális összetételének haladó voltát bizonyítja az a kortársi szólásmondás, hogy „Emst herceg parasztjai jobb nevelésűek, mint másutt a nemesek”. A gyermek Sebastian ebben az iskolában jól megalapozott, humanista szellemű általános műveltséget szerzett.
Az Ohrdrufban eltöltött öt év alatt döntött úgy az ifjú Bach, hogy orgonistai pályát választja. Valószínűleg bátyja – Johann Pachelbel tanítványa – maga tanította tehetségesnek mutatkozó öccsét az orgonajátékra. Bátyjától tanult zeneszerzést is. Innen ered az a történet, miszerint Bach éjjelente titokban másolt számára tiltott kottákat (amelyeket valószínűleg bátyja úgy vásárolt), és ennek köszönhető, hogy öregkorában látása erősen megromlott.
Nem tudni pontosan, miért hagyta el Ohrdrufot. Egyes feltételezések szerint bátyjának halála miatt távozott, ez azonban tévedés, hiszen Johann Christoph 1721-ig a kisvárosban élt. Pénzügyi problémák léte szintén valószínűtlen, hiszen bátyja jól keresett, ő pedig énekeivel meg tudta keresni a létfenntartáshoz szükséges összeget. A legvalószínűbb azonban, hogy barátját követte, Georg Erdmannt, aki 1700 januárjában Lüneburgba költözött. Bach ekkor tizenöt éves volt, és a kor szokása szerint ideje volt, hogy magáról gondoskodjék, a saját lábára álljon. Bátyja is, a későbbi oboista, Johann Jacob, aki néhány évvel azelőtt, atyjuk halála után vele együtt került az idősebb testvér házába, már négy évvel előbb, 1696-ban mint tanuló, állást vállalt apja utóda mellett Eisenachban.
Az ifjú Bach az 1697–98. tanévtől kezdve Ohrdrufban működő fiatal kántortanítótól, Elias Herdától – aki diákkorában maga is hat éven keresztül ösztöndíjas énekes volt – értesült Lüneburgról. Bach tőle tudta meg, hogy a zenekedvelő lüneburgi gimnáziumban nagyra becsülik a kiváló muzikális adottságú, jó hangú türingiai diákénekeseket. Herdának tudomása volt néhány ösztöndíjas hely megüresedéséről, és ő ajánlotta a két tehetséges, vállalkozó szellemű fiút a lüneburgi gimnáziumba. Ez magyarázza, hogy érkezésük után a két fiút azonnal felvették a jól javadalmazott ösztöndíjas énekes diákok csapatába.

### Lüneburgi tanulmányok

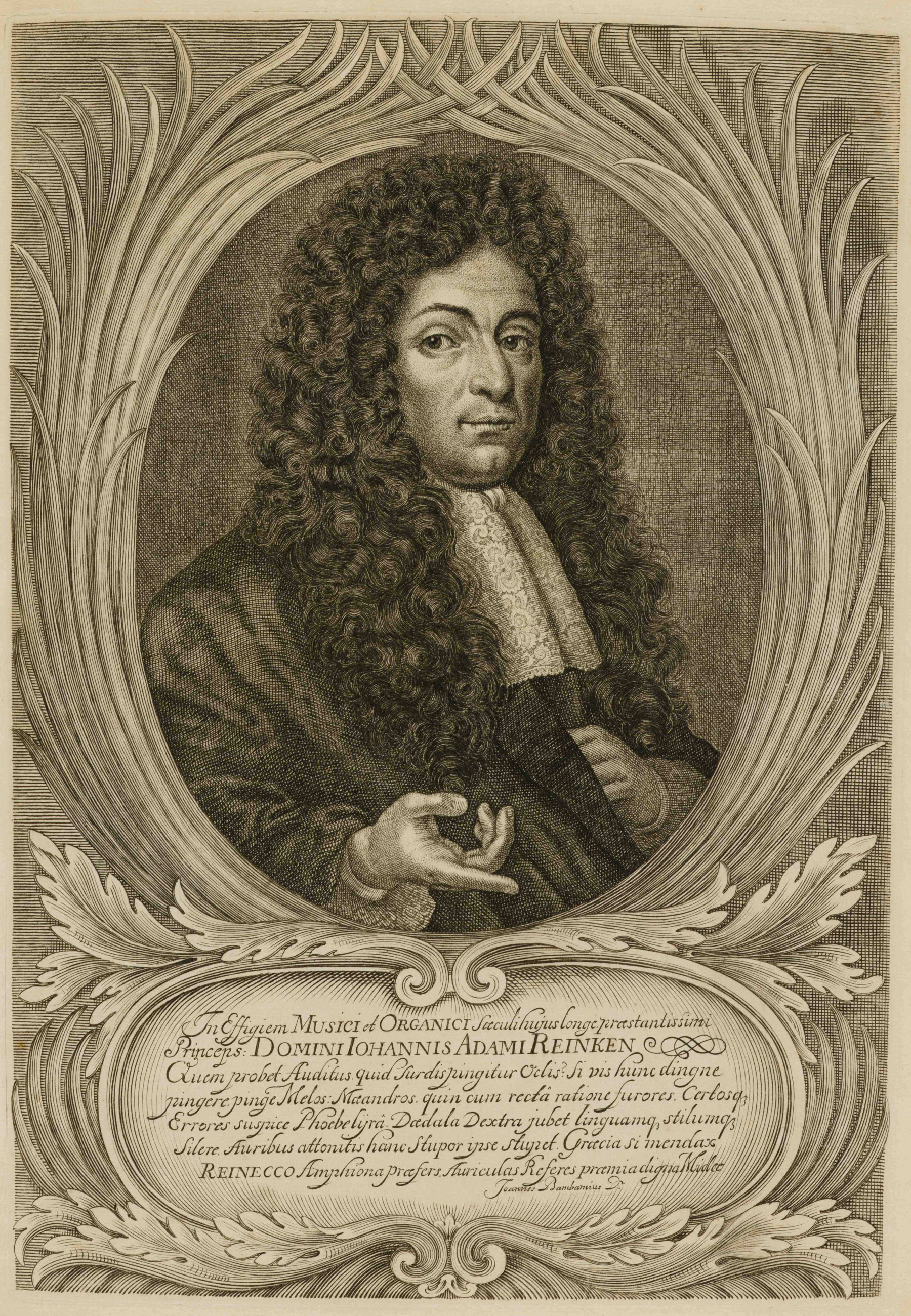
Johann Adam Reincken

A családi hagyomány szerint gyalog tette meg az út java részét Lüneburgba. Odaérve Bach és barátja, Erdmann egyenesen a Mihály-gimnáziumnak vette útját, amely a templom mellett épült régi bencés kolostorban kapott otthont. Herda ajánlása hatékonynak bizonyul: a két fiút mindjárt érkezésük napján, 1700. április 3-án felvették az ösztöndíjas kórusba, mégpedig nem is a 26 tagból álló nagyobb kórusba (chorus symphoniacus), hanem mindjárt a fele létszámú elit együttesbe, az úgynevezett Mettenchorba, ahol fizetésük (havi 18 groschen) alig maradt el a prefektus vagy az adjunktus fizetése mögött. Az akkori árak mellett ez a szerény jövedelem épp elég volt egy-egy diák létfenntartására. A rendkívüli alkalmak muzsikája (utcai karének, esküvők, temetések stb.) zenéje ezenfelül számottevő külön jövedelmet biztosított a jó hangú diákoknak.
Az ösztöndíjas gimnazistáknak a zeneóráikon és a zenei szolgálaton kívül az iskola általános-tagozatát is látogatniuk kellett. Mivel az iskolai kimutatások nem maradtak fenn, nem ismertek az ifjú Bach eredményei, sőt azt sem tudni, melyik osztályt látogatta, tehetségének tükrében azonban valószínű, hogy mindjárt a felsőbb osztályok valamelyikébe került.
A gimnáziumi kórus teljesítményére serkentő hatással volt a másik rokon intézettel, a János-gimnáziummal (Johanneum) folytatott rivalizálás. Bach zenei fejlődése szempontjából nagy jelentőségű az a kérdés, hogy mi volt az együttes zenei műsora. Nem ismertek ugyan a templomi előadások műsorrendjei, de fennmaradt mind a két vetélkedő intézet zeneműtárának a katalógusa. A Mihály-gimnázium kottatárának jegyzéke azt bizonyítja, hogy ez korának egyik leggazdagabb zenei gyűjteménye lehetett. A 16. és 17. század német mestereinek nyomtatott zeneművei szinte teljes sorozatban szerepeltek benne. Az ifjú Bach bizonyára itt vetette meg páratlan zeneirodalmi tájékozottságának alapjait. Míg Eisenachban és Ohrdrufban elsősorban a 16. századi ún. „motettikus stílust” ismerte meg, addig Lüneburgban lehetősége nyílt tanulmányozni Claudio Monteverdi, Heinrich Schütz és Andreas Hammerschmidt munkásságát is. A könyvtár anyagának egyetlen hiányossága az volt, hogy kevés olasz és francia zeneművet tartalmazott.
A város híresebb muzsikusai közül Bach nyilván elsősorban a főtemplomok orgonistáival kereste a kapcsolatot. A Nikolaikirche híres orgonájánál 1682 óta a Schütz egyik tanítványa, Johann Löwe működött, aki mint komponista az akkori modern stílus híve volt. Ennél is fontosabb volt Bachnak a Johanneskirche orgonistájával, Georg Böhmmel való megismerkedése. Az ifjú Bach bizonyosan valamiféle tanítványi vagy baráti viszonyba került vele, hiszen első orgonaművei világosan mutatják Böhm művészetének hatását.
Alighanem Böhm biztatta fel a fiatal Bachot arra, hogy 1701 nyarán, a nyári szünidőben, Hamburgba utazzék az idős Johann Adam Reincken meghallgatására, akinek virtuozitása aztán nagy hatással lett művészetére. Kérdéses azonban, hogy Reincken orgonajátékán kívül voltak-e az ifjú Bachnak számottevő zenei élményei Hamburgban. Valószínűleg megismerkedett a hamburgi operával is, ahol olasz nyelvű műveket is lehetett hallani. Ugyancsak nagy hatással volt rá a kétnapi járásra fekvő Celle hercegi zenekara is, amelynek tagjai kivétel nélkül franciák voltak, így Bachnak lehetősége nyílt megismerni a francia énekes és kamarazenét (Jean-Baptiste Lully, François Couperin, Louis Marchand stb.).
A korabeli szokások szerint úgy lett volna rendjén, ha Bach 1702-ben, tanulmányai befejezése után beiratkozik egyetemre, majd végül kántorként elhelyezkedik valamelyik város templomában. Bach azonban nem ezt az utat választotta, hanem még tanulmányai befejezése előtt váratlanul elhagyta Lüneburgot: 1703 áprilisában állást vállalt a weimari herceg öccsének udvari zenekarában mint hegedűs, öt hónapra rá pedig, 1703 augusztusában orgonistának szegődött Arnstadtba. E döntésének okai pontosan nem ismertek.

### Hegedűsként a weimari herceg udvarában
Bach még Lüneburgban, 1702 nyarán elhatározta, hogy szülőföldjén, Türingiában orgonista-állást keres. 1702 júniusában meghalt a szászországi mühlhauseni Jakobikirche orgonistája, és Bach is pályázott a megüresedett állásra. Sikerült próbajátéka, de végül nem kapta meg az állást.
Ugyancsak 1702 folyamán rokonaitól hírt kapott arról, hogy szülőföldje egyik városában, Arnstadtban hatalmas, új orgona építésébe fogtak bele. A hangszer építésére J. F. Wender jó nevű mühlhauseni orgonaépítő kapott megbízást 1701-ben, de mivel nem sikerült időre elkészülnie a hangszerrel, Bachnak is átmenetileg (1703 április–július) más állást kellett keresnie. Ilyen átmeneti állás kínálkozott most a weimari nagyherceg öccsének zenekarában, ahol Bach (legkésőbb 1703 áprilisában) Hofmusikus címmel udvari hegedűs lett.
Bach mellett az együttesnek tagja volt még a kalandos életű Johann Paul Westhoff, egy, II. Gusztáv Adolf svéd király seregében szolgált svéd tiszt muzsikus fia, aki ifjúkorában mint hegedűs végigutazta Itáliát, Franciaországot, Angliát és Németalföldet. Westhoff néhány esztendeje, 1698 óta kamarai titkár és hegedűművész volt Weimarban. Mint komponista arról volt nevezetes, hogy a polifón hegedűjáték és a hegedű-szólószonáta irodalmának művelője, s ezen a téren Bach későbbi híres hegedűszonátáinak közvetlen mintaképe volt.
A nagyherceg zenekarában nemcsak német, hanem olasz kamarazenei műveket is bemutattak. Bachnak alighanem itt volt először alkalma az olasz concerto-irodalom egykorú nagymestereit (Arcangelo Corelli, Antonio Vivaldi műveit) megismerni.

### Orgonista Arnstadtban

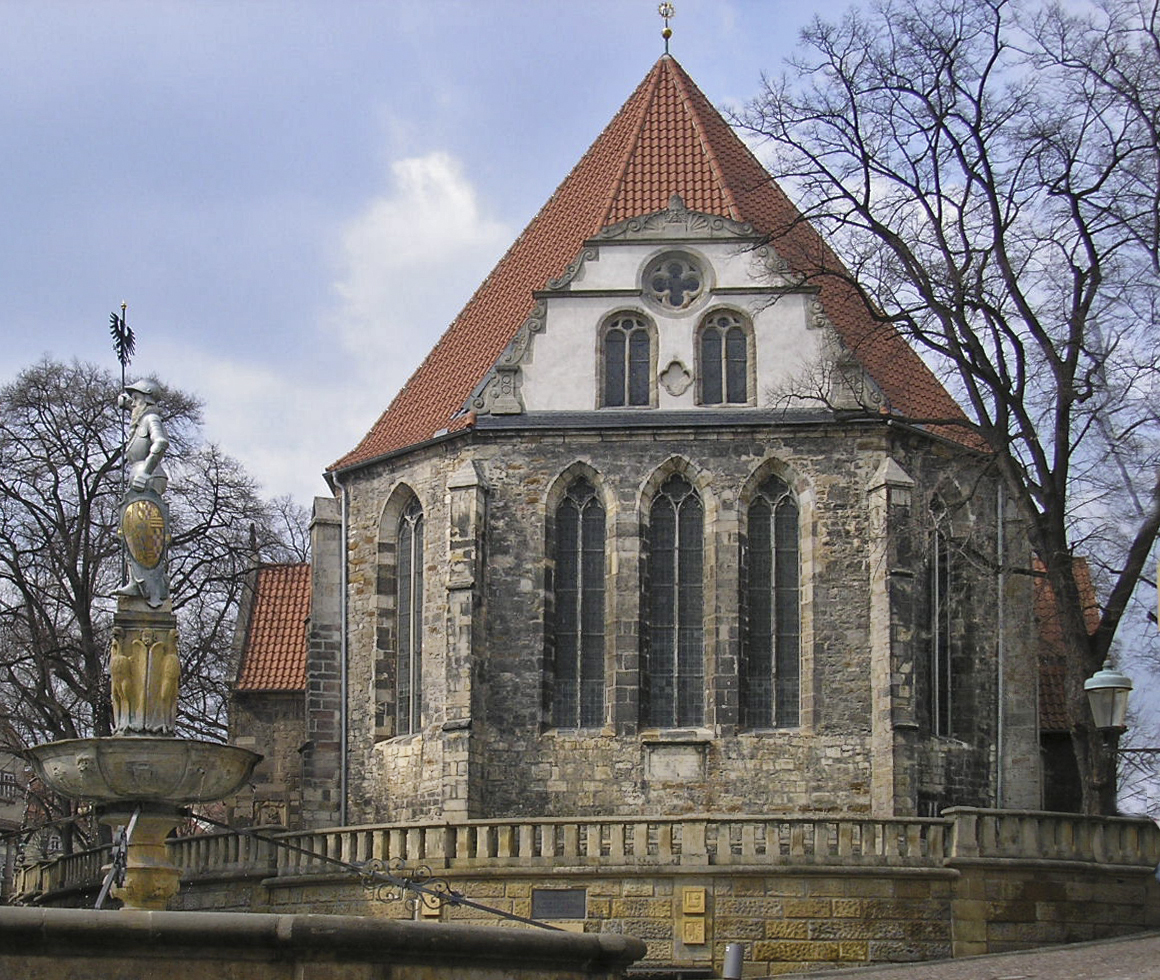
Az arnstadti templom

1703. március 17-én került kapcsolatba egy orgonavizsgálat kapcsán az arnstadti polgármesterrel, aki az év augusztusában átcsábította Arnstadtba, és kinevezte orgonistának. 1703. augusztus 9-én tartották a próbameghallgatást az arnstadti Újtemplomban. Fel is vették, fizetése 50 gulden volt, ezenkívül 30 guldennyi élelmiszert (például bort vagy búzát) kapott. Ezért neki csak orgonálnia kellett, a figurális zenével nem kellett törődnie. Idejének nagy részét a líceum kórusának igazgatása töltötte ki – sok esetben a tanítványok idősebbek voltak, mint a mester. A tanítás nem volt zökkenőmentes. Egy alkalommal Bach összetűzésbe került egy Geyersbach nevű fagottossal, aki bottal megverte, mert zöldfülű fagottosnak nevezte őt (talán ez az oka, hogy Bach – kortársaival, például Vivaldival ellentétben – egy fagottversenyt sem írt).
Bach arnstadti évei alatt mutatkoztak meg zeneszerzői tevékenységének első híres alkotásai, ebben az időben vált érett mesterré, művésszé. Bachnak minden oka megvolt arra, hogy a városban magát jól érezze és kedvére muzsikálhasson. A szolgálati szerződésben kikötött templomi munka hetenként mindössze háromszor vette igénybe idejét egy-két órai orgonajátékra, úgyhogy bőségesen maradt ideje zenét komponálni. Ebben az időben írta két érdekes csembalóművét, az egyiket bátyjának, Johann Jakobnak ajánlotta, amikor az XII. Károly svéd király gárdájába szerződött oboistának. Ez a mű Johann Kuhnau lipcsei kántor 1700-ban megjelent bibliai szonátáinak mintájára bájosan naiv programzenei részletekkel festi le a búcsúzás lefolyását és fájdalmát. A másik híres műve, a Capriccio az ohrdrufi Johann Cristoph Bach tiszteletére, a legidősebb bátyja tiszteletére íródott, akinek házában gyermekéveit töltötte. Bizonyos, hogy Bach Arnstadtban új orgonáján lázas buzgalommal gyakorolta magát a pedáljátékban, s ezekben az alkalmi darabokban családjának is meg akarta mutatni újonnan szerzett virtuóz ügyességét.
Bach e korszakának művei csak töredékben ismertek. Az első fennmaradt nagyszabású műve a Denn du wirst meine Seele nicht in der Hölle lassen (Mert lelkemet nem fogod a kárhozatban hagyni) című kantáta. Ezt a művet mindvégig nagyra becsülte, majd harminc év múlva átdolgozta.

### Lübecki utazás

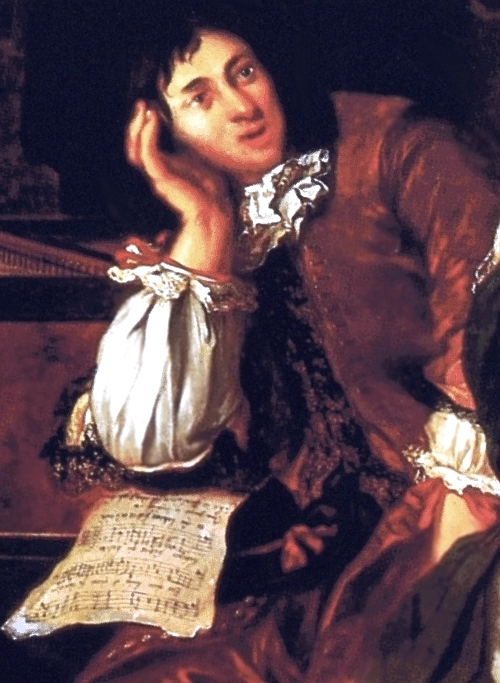
Dietrich Buxtehude

Bach életének eddig jelentősebb pillanata az 1705-ös lübecki utazása volt, hogy meghallgassa az ottani Marienkirche híres orgonistáját, Dietrich Buxtehudét. Október végén indult el, és erre a célra négyheti szabadságot kért egyházi felettesétől. Tekintélyét és a hatóság jóindulatát bizonyítja, hogy a kért szabadságot megkapta, bár épp a tanév és az egyházzenei évad kellős közepén voltak. Buxtehude 1668 áprilisa óta volt a lübecki székesegyház orgonistája, és az ő szervezése alatt rendezték meg évente, az advent idején a magas színvonalú Abendmusiken (Esti zene) hangversenyeket. Ez a lübecki látogatás volt az utolsó láncszem a fiatal Bach művészi fejlődésében, hiszen ahol eddig járt, ott már megismerte mindazt, amit a közép- és észak-németországi templomi zene orgonaművek, motetták és kantáták formájában jelentőset produkált. Bach nem egyszerűen Buxtehudét, a nagy művészt kereste Lübeckben, hanem a templomi keretben való muzsikálásnak újfajta, reprezentatív formáit és lehetőségeit.

### Távozása Arnstadtból
Az eredetileg négyhetes utazás három hónapra nyúlott, és bár gondoskodott helyettesítőről, 1706. február 21-i keltezésű levélben „munka elmulasztása” miatt szigorú figyelmeztetésben részesült. A fegyelmi tárgyalás megrendezésének tulajdonképpeni oka az volt, hogy az arnstadti egyházközség és Bach között számos nézeteltérés merült fel a templomi orgonálást illetően, ugyanis a konzisztórium beleszólt abba, milyen harmóniákkal lássa el a koráléneklés kíséretét, de az intermezzók hosszát is megpróbálta megszabni. A fiatal Bach ebben az időben nem volt hajlandó a maga művészetét a szertartás és a közös ének ügyének alárendelni, és merész harmóniákkal és rögtönzött közjátékokkal zavarta meg a hívek énekét. Nyolc hónap múlva, 1706. november 11-én újabb tárgyalást tartottak, amelyben visszatértek a diákokkal való muzsikálás kérdésére, ugyanis elégedetlenek voltak, hogy Bach nem foglalkozott rendszeresen velük.
Bármennyire kesztyűs kézzel bánt a hatóság a fiatal orgonistával, a helyzet mégis feszült volt. 1706-1707 táján több városból is kapott állásajánlatokat. Bach egy ideig fontolgatta a dolgot, de amikor az ugyancsak Türingiában fekvő Mühlhausen városában egy próbajáték után felajánlották neki az ottani Szent Balázs-templom orgonista-állását, habozás nélkül otthagyta az arnstadti szolgálatot, és 1707 szeptember elején elköltözött.
Bach zenéjébe ekkor kerültek tőle eddig szokatlan, de később stílusát teljesen meghatározó hangközök és modulációk (például a BWV 729-es In dulci jubilo korálelőjáték vagy a Herr Jesu Christ, dich zu uns wend, BWV 726).

### Első házassága
Első feleségét, Maria Barbara Bachot, az 1694-ben elhunyt Johann Michael Bach gehreni orgonista leányát Arnstadtban ismerte meg, aki anyja halála után ide költözött Gehrenből, és nagynénje nevelte. Bach 22 éves korában nősült meg; felesége fél évvel volt idősebb nála. A kiterjedt Bach családban Johann Sebastian volt az első és az egyetlen, aki a hasonnevű családból, a rokonságból választott magának feleséget. Bachnak ebből a házasságából az évek során hét gyermeke: öt fiú és két leány született (félkövér betűkkel jelölve azok, akik megérték a felnőttkort):
- Catharina Dorothea (Weimar, 1708. december 29.–Lipcse, 1774. január 14.)
- Wilhelm Friedemann („Friedemann”) (Weimar, 1710. november 22.–Berlin, 1784. július 1.)
- Maria Sophia (1713. február 22.–1713. március 15.)
- Johann Christoph (1713. február 22.–születéskor meghalt)
- Carl Philipp Emanuel („Carl”) (Weimar, 1714. március 8.–Hamburg, 1788. december 14.)
- Johann Gottfried Bernhard (Weimar, 1715. május 11.–Jéna, 1739. május 27.)
- Leopold Augustus (Köthen, 1718. november 15.–1719. szeptember 25.)

### Orgonista Mühlhausenben

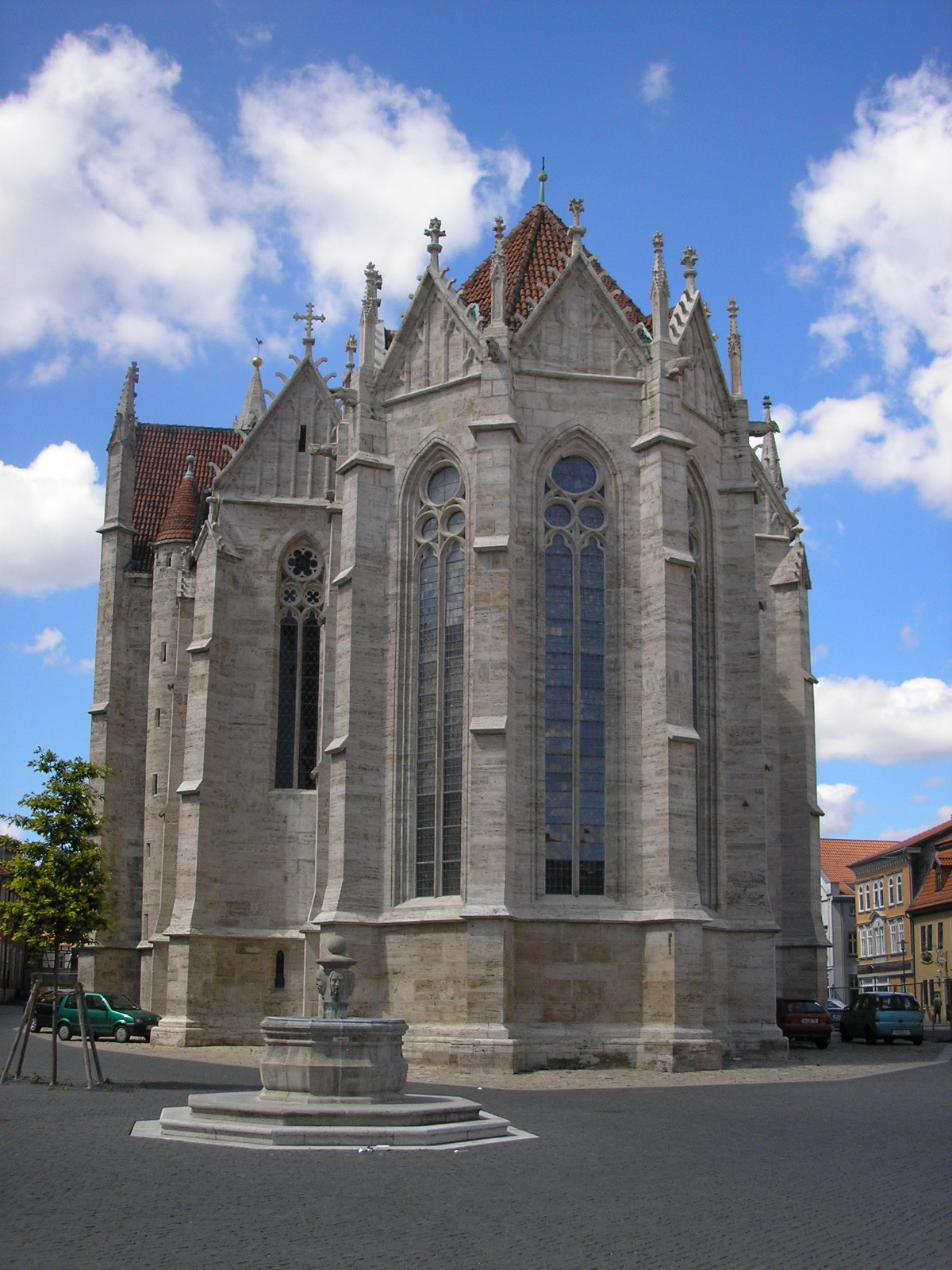
A mühlhauseni Szent Balázs-templom

A mühlhauseni Szent Balázs-templom orgonistája régi szokás szerint a város zeneéletének tulajdonképpeni vezetője volt, Bach tehát ezzel az állással tekintélyes pozícióba jutott. A jó fizetés bőven biztosította megélhetését, ezért családot alapított. Október 17-én a közeli Dornheim nevű falucskában megtartották az esküvőt.
A szolgálati szerződés szerint Bach hivatali kötelessége Mühlhausenben a vasár- és ünnepnapokon esedékes orgonálásra szorítkozott. Arnstadti működésével ellentétben azonban itt magasabb célt tűzött maga elé, átvette a kántori feladatkört is, és hatalmas énekkari kompozíciókat írt. Tette mindezt valószínűleg Buxtehude hatására, akinek grandiózus kantátáinak barokk pompáját megpróbálta átültetni a szerényebb körülmények közé.
Nagyszabású vokális művek előadására legjobb alkalomnak kínálkozott a városi tanács beiktatásával kapcsolatos ünnepségre komponált kantáta hagyományos szokása. Ilyen ünnepi alkalomra írta a Gott ist mein König (Isten az én Uram) kantátát, amelynek sikerét bizonyítja, hogy a tanács azonnal nyomtatásba is adta a művet.
Amikor a templom orgonája javításra szorult, Bach feljegyezte a hibákat, és a munkálatok kivitelezésére Wender orgonaépítőt javasolta. Tekintélyét bizonyítja, hogy a tanács teljesen rábízta a hatalmas munka irányítását és ellenőrzését.
Megbecsülése és sikerei ellenére alig egy év múlva, 1708. június 25-én elbocsátását kérte. S noha kérelmében nem tisztázta ennek okait, de a későbbi kutatások fényt derítettek ezekre.
Mühlhausen Bach ottlétekor már évek óta egyik fellegvára volt a pietizmus irányzatának, ami egy jellegzetesen polgári szellemű barokk kori vallásos mozgalom volt, amelyben (a Biblia szövegéhez, a hagyományos hitelvekhez és a szertartás ősi formáihoz mereven ragaszkodó ún. ortodox irányzattal szemben) nagyobb súlyt kapott az egyéni vallásos élmény és a bensőséges vallásos érzés szerepe. A kétségtelenül mélyen vallásos érzésű Bachnak ezek szerint nem lett volna oka arra, hogy a pietizmussal szembekerüljön. Nagyobb baj volt az, hogy a pietizmus mozgalma a közösségi élet, a hagyományos szertartások értékének lebecsülésével és háttérbe szorításával úgyszólván lehetetlenné tette a templomi zenét, úgyhogy 1700 körül a pietizmus voltaképpen egyházizene-ellenes mozgalomként lépett fel. A szigorú pietista felfogás szerint a művészetnek csak akkor van a templomban létjogosultsága, ha szolgai módon teljesen alárendeli magát az ájtatosság céljának: ezért csak kis terjedelmű, igénytelen vallásos dalokat tűr meg az istentiszteletben, és elítéli a templomi zene igényesebb, komplikáltabb művészi formáit. Ez aztán már elevenébe vágott Bachnak, akinek szinte egész addigi működése a magasabb művészi igényű templomi zene talaján állt.
1708-ban megint ellátogatott Weimarba, hogy kipróbálja az új, forradalmi újításokat tartalmazó orgonát. Itt ajánlatot kapott a hercegtől, amit nyomban el is fogadott. Mühlhausenben helyét Johann Friedrich Bach vette át.

### Szász-Weimar, másodszor

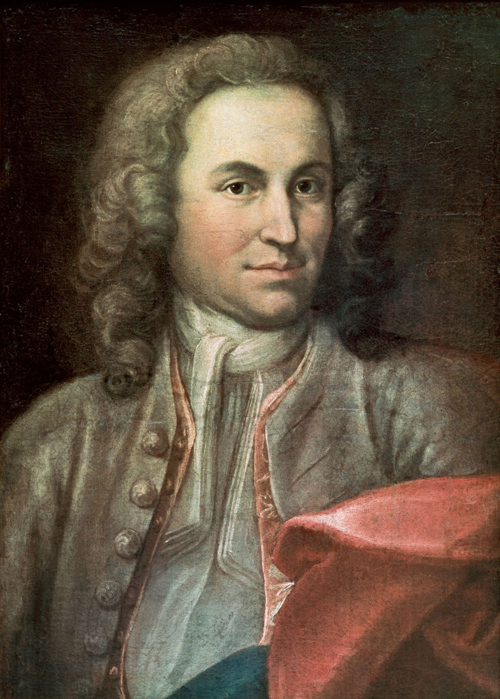
A fiatal Bach

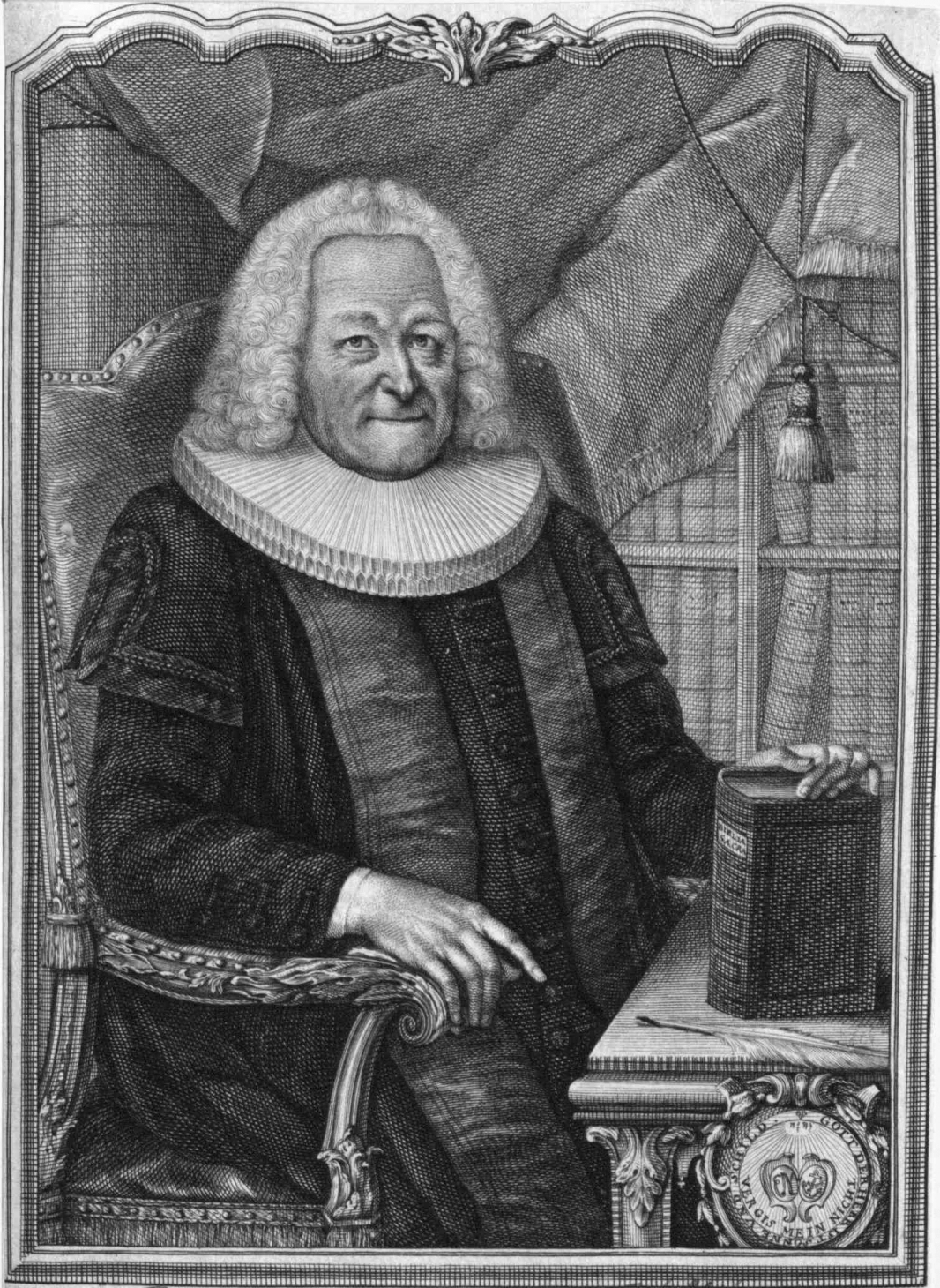
Erdmann Neumeister

A kilencéves weimari korszak Bach életének és művészpályájának döntő jelentőségű periódusa volt, alkotó munkájának legtermékenyebb szakasza és a gazdag termésű kantáta-kompozícióban is döntő fontosságú időszaka volt.
1708-ban Bach magasabb rangban és jobb fizetéssel foglalta el állását, mint öt évvel ezelőtt: udvari orgonista és kamaramuzsikus minőségben alkalmazták. A herceg lakhelyéül szolgáló hatalmas régi kastély, az úgynevezett Wilhelmsburg épületében és kápolnájában látta el feladatait. Munkássága alapját a hercegi együttes repertoárjának összeállítása képezte. Mint komponistát elsősorban orgonaművészi és kantátaszerzői minőségben vették igénybe; az itt keletkezett jelentősebb kompozíciók legnagyobb része orgonamű és templomi kantáta.
Itt ismerte meg behatóbban a kortárs olasz mesterek zenéjét; különösképpen Arcangelo Corelli, Giovanni Legrenzi és Antonio Vivaldi művei érdekelték, amelyekből több jellegzetes témát átvett, sőt teljes műveket is felhasznált.
Bach Weimarban komponált orgonaművei két nagy csoportra oszthatók: szabad kompozíciókra (prelúdiumok, fantáziák, toccaták és fúgák) és kötött dallamú korálfeldolgozásokra. Az olasz barokk orgonazene és a korabeli olasz kamarazene hatása alatt formái szabályosabbak, témái dallamosabbak, polifon munkája pedig leszűrtebbé és tisztultabbá lett. A protestáns korálfeldolgozások területén is voltak már régebbi kísérletei és tapasztalatai, különösképpen Arnstadtból. Annak oka, hogy korábban nem alkotott hasonló népszerűségű műveket, abban keresendő, hogy fiatal muzsikusként sokkal szabadabban bánt a hagyományos dallamokkal, és gazdag gondolatvilágát nem volt képes alárendelni a liturgikus közös ének szolgálatának. Ez a helyzet most Weimarban alapvetően megváltozott: Bach orgonaművészete beért. Udvari orgonista minőségében most már műértő hallgatóság előtt játszott (nem úgy, mint Arnstadtban), és emiatt sokkal nagyobb szüksége volt az önfegyelemre.
Itt próbálkozott először azzal, hogy orgonakoráljaiból az egyházi év menete szerint egy nagyobb ciklust állítson össze. Összegyűjtötte és letisztázta az úgynevezett Orgelbüchlein klasszikus hírű korálfeldolgozásait, amely weimari munkájának 1717-ben történt hirtelen megszakítása miatt befejezetlenül maradt.
Egyre növekvő hírnevének köszönhetően gyakran hívták meg más városokba is orgonálni. Hírneve tanítványok egész sorát vonzotta a városba: Johann Martin Schubart, Johann Kaspar Vogler, Tobias Krebs, Johann Gottfried Ziegler és nem utolsósorban Bernhard Bach, legidősebb bátyjának fia.
Bach weimari alkotó munkája nem merült ki az orgonamuzsikában, mert az udvari kápolna szertartása egyházi énekes zenét, kantátákat is igényelt. A kantáták kompozíciója és előadása ugyan nem az orgonista, hanem az udvari karmester dolga lett volna, de az idős és beteges karmester rendszerint Bachot kérte fel ezek megírására.
1714. március 2-án kinevezték koncertmesternek. Bár a hierarchiában még mindig a Kapellmeister és helyettese alatt állt, fizetése jócskán meghaladta az előbb említettekét. Új rangjával új feladatok is jártak: minden hónapban legalább egy kantátát kellett írnia. Az első a Himmelskönig, sei willkommen (BWV 182) volt. Ezt még körülbelül 20 darab követte, amelyek később a lipcsei „Kantátaévfolyam” tagjai lettek. A komponálást problematikussá tette, hogy a német templomi zene éppen akkortájt stílusválságban szenvedett, ugyanis még javarészt szentírási szövegekre épült, a megzenésítés formája pedig a szöveghez idomuló arioso volt. Elnevezése sem kantáta volt, hanem geistliches Konzert. Bach korábbi kantátái is ezt a sémát követik, de Weimarban tudatosult benne, hogy a mű formájában változások mentek végbe. Ennek oka az opera divatjának általános elterjedése volt, aminek nyomán a templomi zene is egyre igényesebbé vált, és a hallgatóság a divatos olasz opera formáit kérte számon a zeneszerzőtől, drámai recitativókkal, gazdag koloratúrákkal. Ahhoz, hogy a német kantáta felölthesse ezeket a divatos olasz formákat, alapvetően meg kellett reformálni a templomi zene addigi szövegformáját. Az újfajta olaszos zenéhez új típusú verses szövegekre volt szükség. Az első német költő, aki felismerte ennek szükségességét, Erdmann Neumeister volt. Az ő divatos szövegeit Georg Philipp Telemann is előszeretettel zenésítette meg, de maga Bach is elővette kantátaszövegeit. 1714 után Bach elsősorban a kantátaírásra összpontosított. Librettistája Salomo Franck lett, Neumeister irányának követője. Bach kantátáinak jóval több mint a fele Franck szövegeire készült.
A weimari időszakban Bachot sűrűn hívták orgonapróbára közeli és távolabbi városokba. Egyik leghíresebb szereplésére Halléban került sor, az ottani Liebfrauenkirchében 1713 decemberében. A városi tanács felajánlotta Bachnak az orgonistai állást, de a zeneszerző végül visszautasította, ezzel kiváltva a tanács haragját, amely azzal gyanúsította meg: csak azért hitegette őket, hogy ezzel Weimarban magasabb fizetést csikarjon ki magának az udvartól. Bach valóban épp ekkortájt kapta meg Weimarban a koncertmesteri kinevezést, amivel fizetése a Halléban felajánlottnál jóval magasabb volt. Bach válaszlevele eloszlatta a hallei tanács gyanakvó neheztelését: ennek jele, hogy amikor két év múlva teljesen elkészült a Liebfrauenkirche új orgonája, megint Bachot kérték fel az orgonapróbára.
1714 őszén Bach a kasseli udvarnál vendégszerepelt, és a feljegyzések szerint a kasseli herceg saját drágaköves gyűrűjét adta ajándékba a zeneszerzőnek elismerésként rendkívüli teljesítményéért. 1715–1716-ban Meiningenben is megfordult, ahol rokona, Johann Ludwig Bach volt az udvari karmester. A feljegyzések szerint Bach leghíresebb koncertutazása azonban a weimari szolgálat utolsó évére, 1717-re esik. A szász király felkérte, hogy álljon ki versenyezni az éppen Drezdában tartózkodó híres francia csembaló- és orgonaművésszel, Louis Marchand-nal. A francia virtuóz végül a verseny napján hirtelen elutazott, így Bachnak lehetősége adódott, hogy a nagyközönség előtt bemutassa képességeit.
Weimarban a kapcsolata az uralkodó herceggel fokozatosan megromlott: ennek biztos jele volt, hogy amikor 1716-ban, amikor a karmester meghalt, állását nem Bach kapta meg (aki pedig már évek óta helyettesítette). Hasonló mellőzés érte Bachot 1717-ben, amikor a reformáció 200. évfordulója alkalmából nem őrá bízták az ünnepi kantáta megkomponálását.
1716 januárjában Bach a weimari zenekarral egy hercegi esküvő alkalmából Nienburg kastélyában vendégszerepelt, és ott találkozott Lipót anhalt–kötheni herceggel, aki fel is ajánlotta neki a karmesteri állást Köthenben. Bach sietve el akarta foglalni új állását és mielőbb szabadulni szeretett volna a weimari udvartól, de mivel nem kérte elbocsátását előző munkaadójától, a weimari herceg érvényesítette feudális jogát, és nem akarta Bachot elbocsátani. Amikor Bach továbbra is makacsul kitartott távozási szándéka mellett, büntetésül november elején négyheti szobafogsággal büntették. Bach a szobafogság idején sem maradt tétlen: a hagyomány szerint ezt a négy hetet használta fel az Orgelbüchlein tisztázati példányának lemásolására.

### Köthen és második házassága

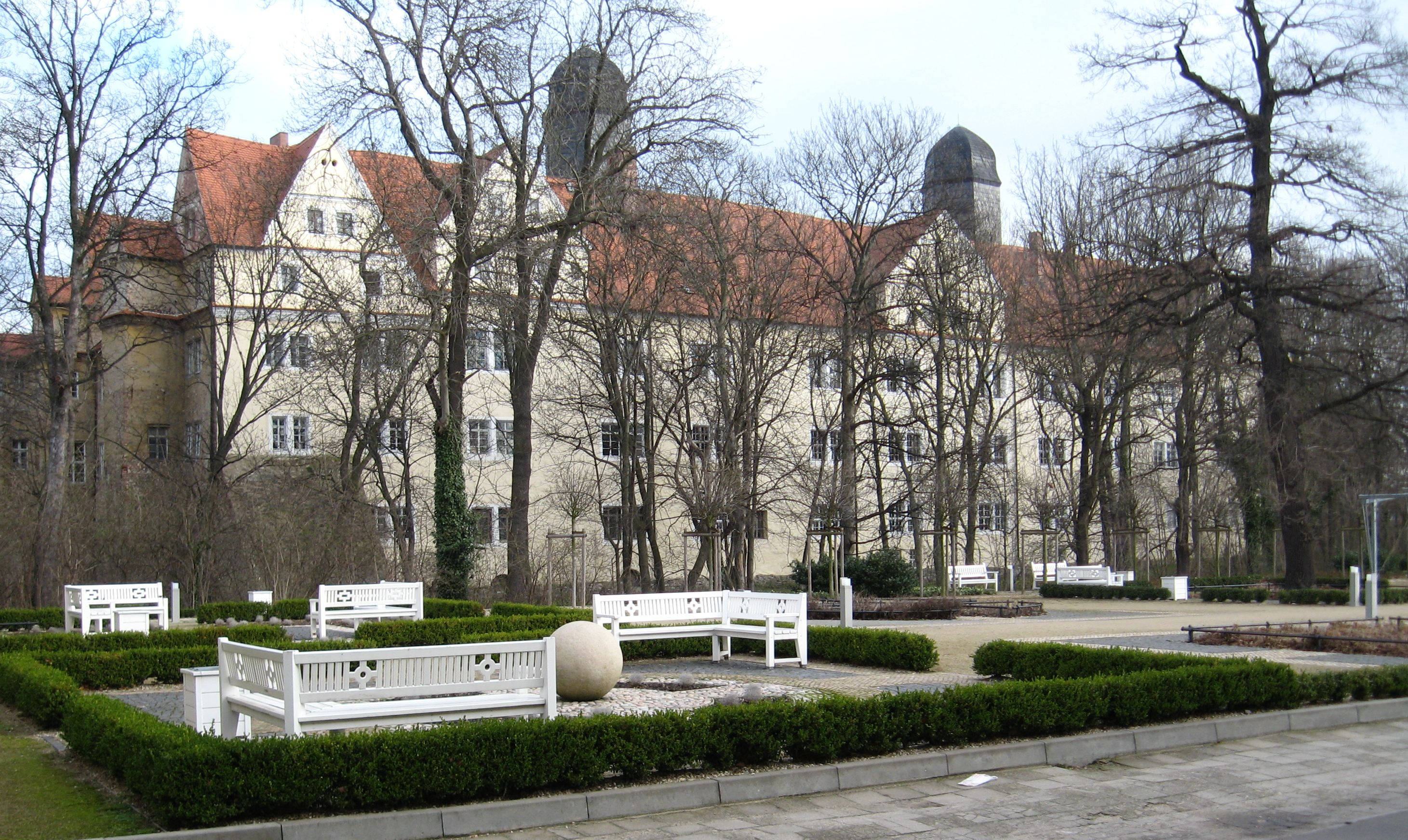
A kötheni kastély

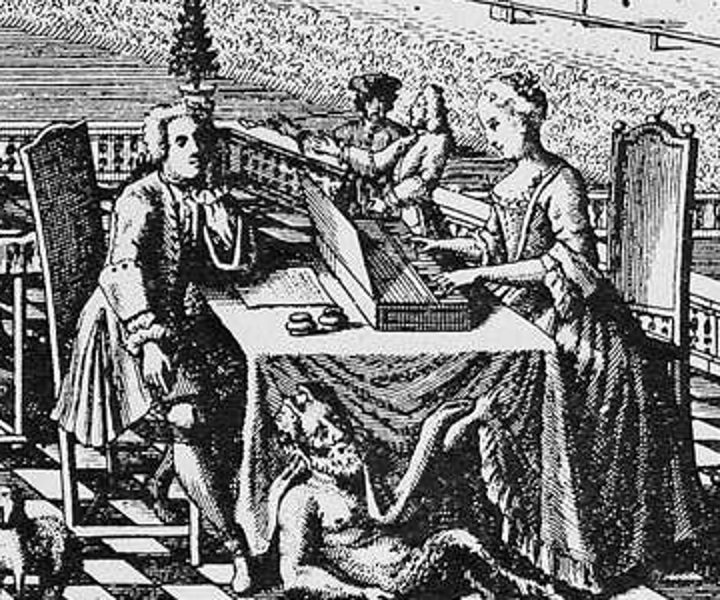
Anna Magdalena és Bach egy korabeli grafikán

A hagyomány szerint családjával a városka egyik utcájában lakott, a hercegi kastély közelében. Újabb kutatások azonban valószínűvé tették, hogy magában a kastélyban lakott, hiszen fizetése alapján az udvartartás második legjobban kiemelt tagja volt, és az akkori szokás szerint az udvar magasabb rangú hivatalnokai nem a városban, hanem a kastélyban laktak.
Kötheni évei alatt Bach szinte teljesen abbahagyta az orgonakompozíciót, és csak egészen kivételes alkalmakkor komponált vokális zenét, mert Köthenben nem volt állandó énekesegyüttes. A Bach vezetése alatt folyt muzsikálás egyik jellemző vonása az volt, hogy nem nyilvánosan történt, hanem zárt körökben, azaz kamarazenei keretek között. Ez lehetővé tette számára a zenei szerkesztés komplikáltabb, művészibb formáinak az alkalmazását. Bach fúgaművészete ekkor forrt ki.
Lipót herceg tudatában volt annak, hogy Bach keze alatt zenészeinek az együttese milyen kiváló zenekarrá fejlődött, és nagy tiszteletben tartotta zeneszerzőjét. Kettejük szívélyes viszonyának jele, hogy Bach 1718 őszén született fiacskájának a herceg, annak testvérei, valamint két magas rangú udvari hivatalnok voltak a keresztszülei. Ugyancsak a megbecsülés jele volt, hogy amikor a herceg nyaranta Karlsbadba utazott üdülni, legalább két alkalommal (1718-ban és 1720-ban) magával vitte karmesterét, Bachot és vele a hat legkiválóbb muzsikusát is. Az egyik ilyen karlsbadi utazás alkalmából ismerkedett meg Bach Keresztély Lajos brandenburgi őrgróffal, aki aztán zenekari koncerteket rendelt nála. Ez a nyári találkozás lett a híres Brandenburgi versenyek sorozatának indító alkalma.
1720. július 7-én súlyos csapás érte: váratlanul elhunyt felesége, Maria Barbara. Mivel a család nem maradhatott hosszú ideig asszony nélkül, másfél évvel a haláleset után, 1721. december 3-án Bach újra megnősült. Johann Kaspar Wilcken (weißenfelsi udvari trombitás) 21 éves hajadon lányát, Anna Magdalena Wilckent vette el. Házasságuk 29 esztendeje alatt 13 gyermekük született, hat fiú és hét leány, akik közül azonban a legtöbben már csecsemő- vagy még kisgyermekkorban meghaltak.
- Christiana Sophia Henrietta (1723 tavasza – 1726. június 29.)
- Gottfried Heinrich (Lipcse, 1724. február 27.–Naumburg, 1763. február 12.)
- Christian Gottlieb (Lipcse, 1725. április 14.–1728. szeptember 2.)
- Elisabeth Juliana Friedrica („Lieschen”) (Lipcse, 1726. április 5.–Lipcse, 1781. augusztus 24.)
- Ernestus Andreas (Lipcse, 1727. október 30.–1727. november 1.)
- Regina Johanna (Lipcse, 1728. október 10.–1733. április 25.)
- Christiana Benedicta (Lipcse, 1730. január 1.–1730. január 4.)
- Christiana Dorothea (Lipcse, 1731. március 18.–1732. augusztus 31.)
- Johann Christoph Friedrich („Friedrich”) (Lipcse, 1732. június 23.–Bückeburg, 1795. január 26.)
- Johann Augustus Abraham (Lipcse, 1733. november 5.–1733. november 6.)
- Johann Christian („Christel”) (Lipcse, 1735. szeptember 7.–London, 1782. január 1.)
- Johanna Carolina (Lipcse, 1737. október 30.–Lipcse, 1781. augusztus 18.)
- Regina Susanna (Lipcse, 1742. február 22.–Lipcse, 1809. december 14.)

Weimarhoz hasonlóan Bach Köthenből is számos utazást tett a környékbeli városokba, falvakba. Mindjárt Köthenbe költözése hónapjában, 1717 decemberében Lipcsébe hívták, az ottani egyetemi templom új orgonájának a kipróbálására. Bach elvállalta a megbízást, és tanúsítványának szövege szerint nagyon meg volt elégedve Johann Scheibe orgonaépítő kiváló munkájával.
1719 őszén Halléban járt, ahova pontosan Georg Friedrich Händel távozásának napján érkezett, így a két nagy kortárs zeneszerző találkozója nem valósult meg. Bach tíz évvel később, 1729-ben, újból megkísérelte a találkozást, de Händel ekkor is csak sietős átutaztában járt Németországban, és nem ért rá Bachot felkeresni. Úgy tűnik, Bachot jobban érdekelte Händel művészete, mint Händelt Baché: ez abból is kitűnik, hogy Bach hagyatékából rengeteg Händel-mű másolata előkerült, Händel vázlatfüzeteiben viszont Bach neve egyszer sem szerepelt. Ennek oka talán az volt, hogy Händelt elsősorban az opera műfaja érdekelte (Bach viszont soha nem írt operát), illetve ez idáig Bachnak alig jelentek meg nyomtatásban művei, így még nem örvendett országos, esetleg nemzetközi szintű ismertségnek.
Egy évvel később, 1720 novemberében Bach ismét Hamburgban járt, ahol a Katharinenkirchében szerepelt, és meg akarta pályázni az orgonistai állást a Jakobkirchében. Próbálkozása sikertelen volt, ugyanis a hivatalos próbajáték idejét már nem tudta megvárni, mert vissza kellett térnie Köthenbe.
1722. június 5-én Lipcsében meghalt Johann Kuhnau, a Tamás-templom kántora. Június 14-én már próbajátékot tartottak, Johann Friedrich Fasch (Kapellmeister az anhalt-zerbsti udvarban) Christian Rolle (zenei igazgató Magdeburgban) és a hamburgi Georg Philipp Telemann részvételével. Telemann nyert, de ő nem vállalta el, mert hamburgi állása nagyobb fizetéssel járt. Ezért új választást írtak ki, Georg Friedrich Kauffmann (Merseburg), Johann Christoph Graupner (Kapellmeister Darmstadtban; visszalépett), Balthasar Schott (a lipcsei Újtemplom orgonistája) és Bach részvételével.
A próbajáték 1723. február 7-én volt, bemutatkozó darabja a Jesu nahm zu sich die Zwölfe (BWV 22) kantáta volt. A tanács végül Bach mellett döntött.

### Lipcsei kántorság

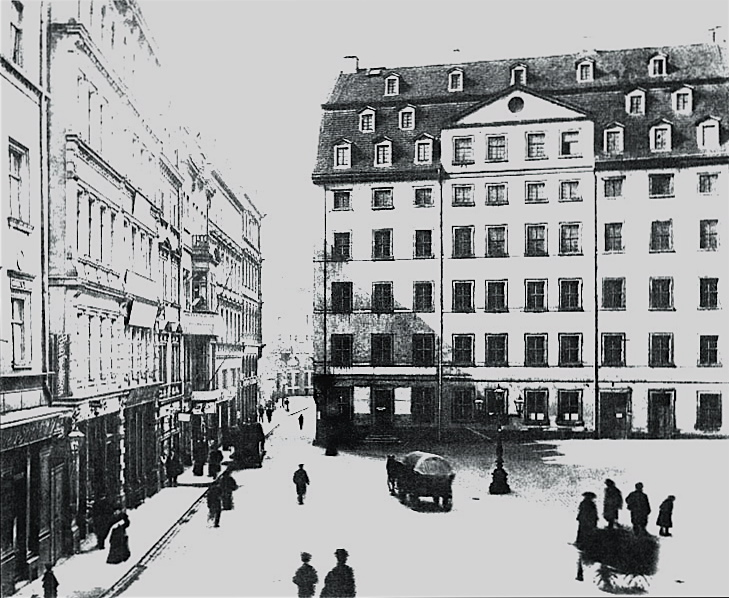
A lipcsei Tamás-iskola, ahol Bach is lakott családjával

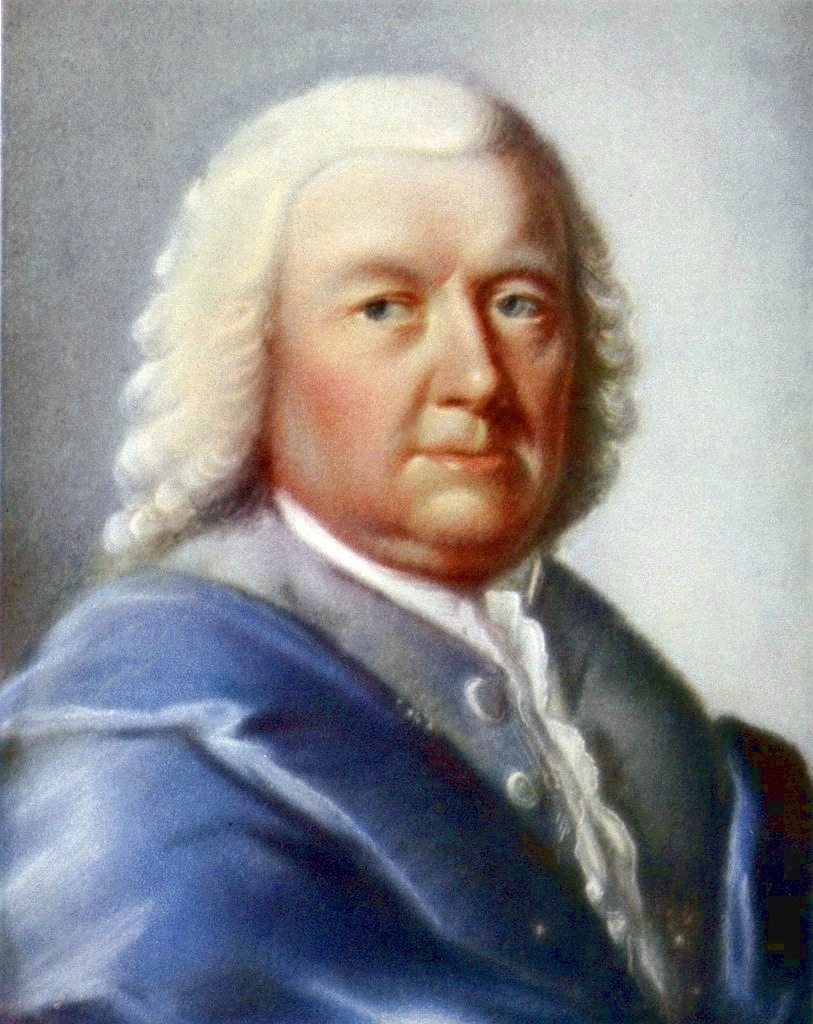
Johann Sebastian Bach Meiningenben készült arcképe

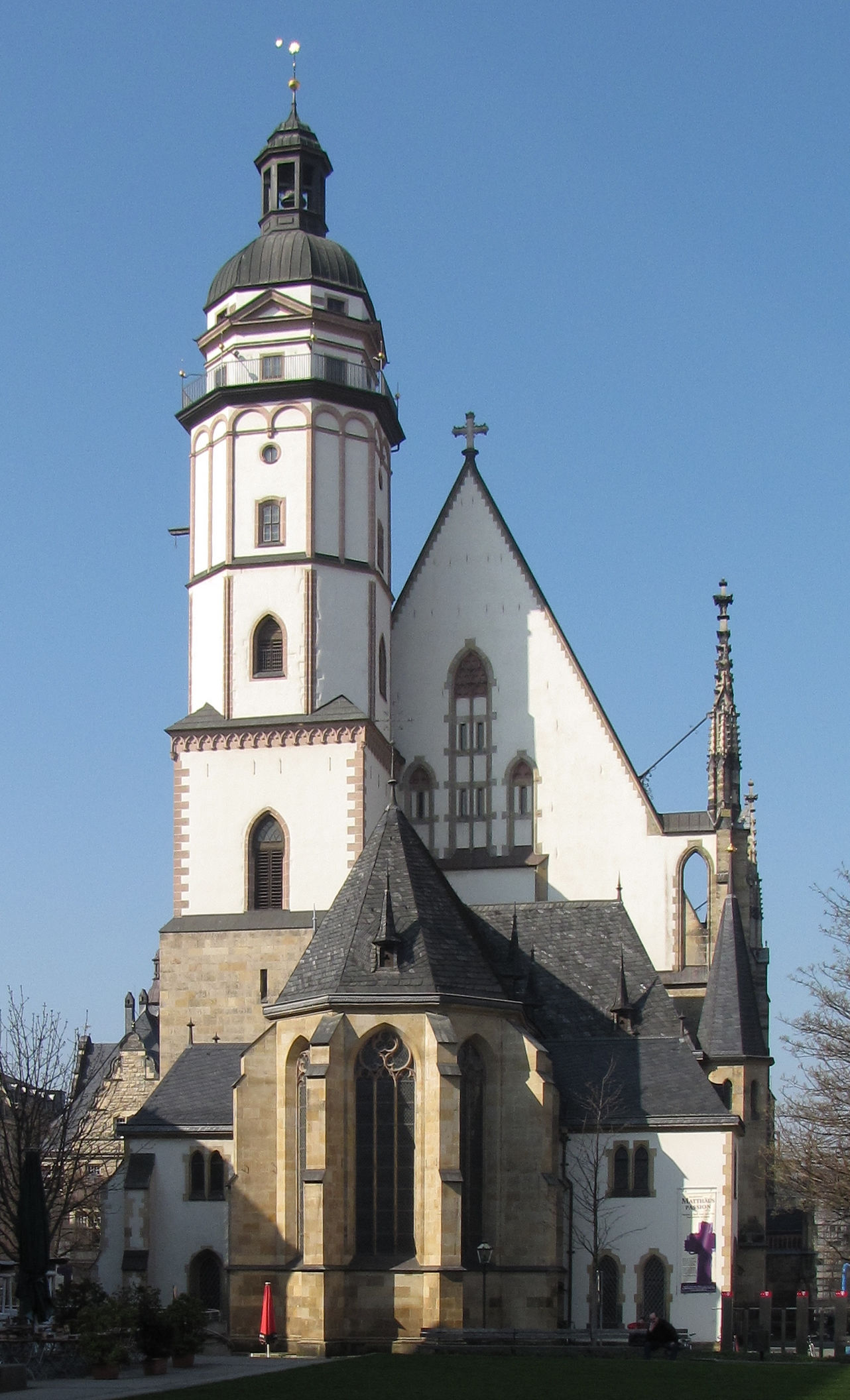
A lipcsei Tamás-templom

Bach életéből huszonhét évet töltött Lipcsében a városi tanács szolgálatában mint a Tamás-iskola kántora, tanítója és a városi templomok zeneigazgatója. A Tamás-templom és a Tamás-iskola kántori állása is tekintélyes pozíciónak számított, amelyhez hasonlót csak a legnagyobb német polgárvárosokban: Hamburgban, Nürnbergben vagy Frankfurtban lehetett találni. Ennek megfelelően már a 16. század óta a legkiválóbb német muzsikusok sorából választották a kántori állás jelöltjeit. Bach ugyan fájó szívvel hagyta ott kötheni állását, hiszen karmesterből kántorrá kellett válni, de az állással járó anyagi előny rábírta a hivatal elvállalására.
Az első években feltűnő lendülettel vetette magát a munkába, és nagyszerű művek egész sorát alkotta. Bach Weimarban és Köthenben kisszámú, arisztokrata közönség műértő körének muzsikált. Lipcsében most először nyílt alkalma zenéjével polgári tömegek elé lépni. Sem a városi tanács, sem az egyetem vezetősége nem állt világosan és egyértelműen Bach mellé, amikor művészi ideáljai, célkitűzései összeütközésbe kerültek a munkáját megnehezítő – sőt bizonyos időszakokban szinte lehetetlenné tevő – kicsinyes körülményekkel. A Lipcsében komponált nagy művek jó részét a helyi hatóságokkal folytatott elkeseredett küzdelem közepette kellett megalkotnia.
Bach Lipcsében elsősorban városi zeneigazgatónak tekintette magát, és harcos hangvételű beadványaiban is mindig ezt a minőségét hangsúlyozta. Kántornak csak a templomi hatóság és a városi tanács jegyzőkönyvei és jelentései nevezték. Bach nyilván világosan látta a századában végbemenő történeti fejlődés irányát, amelynek során (a régi stílusú kóruszene hanyatlásával párhuzamosan) meredek vonalban hanyatlott a kántori funkció becsülete, míg ugyanakkor az opera és a zenekari muzsika hatalmas előretörésének következményeképpen a karmesteri és zeneigazgatói állások tekintélye rohamosan emelkedett. Ezért nevezte magát Lipcsében zeneigazgatónak, és ezért ragaszkodott szinte görcsösen ahhoz, hogy lipcsei időszakában is mindig legyen – valamelyik tekintélyes udvartartás részéről – karmesteri vagy más, azzal egyenértékű titulusa. Ez a törekvése teljes sikerrel járt. Lipót herceg haláláig, 1728-ig tovább viselte a kötheni udvari karmester címet. 1729-től 1736-ig a weißenfelsi udvar karmesteri címéinek birtokosa, 1736-tól haláláig pedig a drezdai udvartól kapott Hofkompositeur címet viselte.

#### Iskolai tevékenysége
Lipcsébe költözésekor a Tamás-iskola épületében kapott hivatali lakást. Hivatali munkája leginkább abban állt, hogy az iskola ösztöndíjas diákjait (az ún. alumnusokat) zenére tanította, és velük ellátta a városi templomok egyházi zenéjét. Az iskolai munkával kapcsolatban Bach elfoglaltsága nem volt túlságosan terhes. Hetenként hét énekórát kellett tartania, ezekből azonban a délutáni órák megtartását joga volt áthárítani a prefektusra. Az alsóbb fokú zeneoktatás, a zene elemeinek tanítása nem tartozott kötelességei közé; ezt általában az alsóbb fokú tanárok végezték. Munkája lényegében a vasárnap, illetve a nagy ünnepeken esedékes kantáták és motetták komponálásában és betanításában állt. Az alkalmi zenék, esküvők és temetések alkalmából Bach rendszeresen másra bízta a vezénylést. Terhet jelentett számára a latintanítás kötelezettsége, ugyanis az állás elfoglalásakor kötelezte magát heti öt latinóra megtartására. Ez a kikötés annál inkább sérthette Bachot, mert alighanem tudomása volt róla, hogy az első jelölt, Georg Philipp Telemann esetében a tanács hajlandó lett volna eltekinteni ettől a hagyományos feltételtől, míg neki (néhány hónappal később) már nem engedték el a latintanítást. Azt a könnyebbséget sikerült végül is kiharcolnia, hogy a latinórák megtartását átháríthatta egyik kollégájára.

#### Templomi szolgálata
Templomi szolgálata abban állt, hogy diákjaival és a felügyelete alá rendelt városi muzsikusokkal négy lipcsei templom (a Nikolaikirche, a Thomaskirche, a Neuekirche és a Peterskirche) egyházzenei szolgálatát kellett ellátnia. Ezek közül nem a Tamás-templom volt a legtekintélyesebb, hanem rangja szerint a Nikolaikirche. A diákok együttesének zenei igénybevétele precíz időbeosztást igényelt. A különböző templomokban való szereplésüket pontos rendszer, az ún. Kantoreiordnung szabályozta, amelynek beosztását Bach elődjétől vette át. Ennek alapján az ösztöndíjas énekes diákok, az úgynevezett alumnusok (számuk Bach idejében átlagosan 54) vasár- és ünnepnapokon a következőképpen oszlottak meg a négy templom között: az első kórus a 12 legjobb énekest foglalta magában, és vasárnaponként felváltva énekelt a Nikolaikirchében és a Tamás-templomban, rendszerint a kántor alatt. A második kórus ugyancsak 12 jobb képességű énekesből állt, és vasárnaponként az első kórust mindig felváltva énekelt. A harmadik kórus, az úgynevezett Motettensänger csoportja 12 közepes képességű énekesből állt, akik hetente motettákat (zenekari kíséret nélküli kórusműveket) énekeltek a Neuekirchében. A negyedik kórus a leggyengébb énekesek nyolctagú csoportjából állt, és korálokat énekelt a Peterskirchében. A még fennmaradó tíz énekes diákból öt-öt személy volt az ún. supernumerarii (szám feletti). Ők az első két kórushoz csatlakoztak, hogy a betegség vagy egyéb ok miatt hiányzó diákokat pótolják. Az 54 tagú teljes együttes csak egészen ritka, kivételes alkalmakkor állt Bach rendelkezésére. Ilyen alkalom volt például évente egyszer a nagypénteki vecsernye, amikor csak egyetlen templomban muzsikáltak. Ez tette lehetővé Bach számára, hogy a nagypénteki passiókban a normális kantátaegyüttesnél sokszorta nagyobb apparátust vegyen igénybe.

#### Tevékenysége városi zeneigazgatóként
Városi zeneigazgatói minőségében Bach egy személyben a városi zenészek felügyelője is volt, így joga volt igénybe venni a lipcsei tanács szolgálatában álló fúvósokat és vonósokat is. Nagyszabású művek, mint például a Máté-passió előadásához azonban Bachnak kisegítő játékosokat is kellett alkalmaznia. Ezeket elsősorban a Tamás-iskola zenész diákjai közül válogatta. Ahhoz azonban, hogy a diákok valamelyikéből használható zenész váljék, Bachnak személyesen kellett foglalkoznia az illető hangszer tanításával, minthogy az iskolának nem volt külön hangszeres tanára. Ezek mellett a lipcsei egyetem zenekedvelő diákjainak köréből is verbuvált zenészeket.
Külön problémát jelent Bach műveiben a szoprán és alt szólamok előadásának a kérdése, ugyanis az akkori Lipcsében nem volt szabad női énekeseket alkalmazni. Itt is az egyetemi diákok voltak Bach segítségére, ugyanis a német diákság körében akkoriban még nagy hagyománya volt a falzettozó, fejhangon való éneklésnek. Szemben az olasz minták nyomán induló német feudális udvarokkal (például Drezda vagy München), ahol leginkább kasztrált férfiénekesekre bízták az ilyen szólamokat (úgy, mint a régi olasz operákban), a német protestáns polgárvárosokban erősen kifejlődött a falzett-éneklés technikája.

#### Kapcsolata Picanderrel
A kantátáinak megírásához természetesen szüksége volt jó librettókra is, mivel itt már nem volt mellette Salomo Franck. Kapcsolatba lépett Christian Friedrich Henricivel (közismertebb nevén Picander), akinek ismerte költői tehetségét. Noha Picander költészetét középszerűnek találta, tudta azt, hogy a sima technikájú, ügyes verselő Lipcsében nagyon népszerű. Picander nagy érdeme volt, hogy verselését teljesen alárendelte Bach zenei kívánalmainak, így például amikor Bachnak arra volt szüksége, hogy valamely kész zeneműve alá új szöveg kerüljön, Picander mindig rendelkezésére állt, ügyesen és gyorsan elkészítve a kívánt új szöveget. A lipcsei irodalmi élet vezéralakja, Gottsched professzor mindössze egyetlen alkalommal, az 1727-ben elhunyt Christiane Eberhardine királyné halálára előadott gyászóda kompozíciója során volt Bach szövegíró-munkatársa. A lipcsei időszak vége felé, 1735-től kezdve pedig a lipcsei költőnők egyikének, a Gottsched köréhez tartozó tehetséges Marianne von Zieglernek kantáta-költeményeit választotta Bach megzenésítésre.

#### A Collegium Musicum
1729-ben Bach átvette az 1701-ben Georg Philipp Telemann által alapított Collegium musicum vezetését. Ez az együttes egy diákokból összeállított, de világi zenélésre szakosodott zenekar volt. Bach a zenekarral általában kortárs olasz és német zenét adott elő, de gyakran használta saját világi kantátáinak (például Parasztkantáta, Kávékantáta, Vadászkantáta stb., amelyek közül nem egynek igen humoros szövege van), illetve frissen szerzett csembalóversenyeinek bemutatására.

#### Konfliktusa a városi tanáccsal
Miután az ösztöndíjas diákok távoztak, a megüresedett helyekre a tanács választott újakat, figyelem nélkül hagyva Bach ajánlásait és észrevételeit. Ez azt eredményezte, hogy számos zeneileg tehetségtelen ösztöndíjas került az iskolapadba. Ez gyakran munkakedvét szegte, és direkt módon a templomi zenélés színvonalának gyors hanyatlását idézte elő. A tanács ezért Bachot tartotta felelősnek, és mivel nem állt módjukban a zeneszerző rendreutasítása, a kicsinyes bosszúállás eszközéhez folyamodtak, és elhatározták, hogy megrövidítik jövedelmében. Ez arra késztette Bachot, hogy egy vitriolos hangvételű beadványt tárjon a tanácstagok elé, amelyben leírta ama állapotokat, amelyek között dolgoznia kellett.
A fő ok, amiért Bach az 1730-as években láthatóan mégis megbékélt a lipcsei helyzettel, talán az iskola vezetésében történt szerencsés változás volt. Mathias Gesnert 1730. szeptember 8-án nevezték ki az iskola rektorának. Gesner még a weimari évekből Bach jó barátja volt, és most Lipcsében sem tagadta ezt meg. Első lépésként sikerült tekintélyével keresztülvinnie, hogy Bachot teljesen mentesítsék a latin nyelv oktatása alól, majd kiharcolta azt is, hogy a Bach kárára hozott anyagi sérelmet megszüntessék. Gesner idejétől kezdve Bach a rektorral egyenlő mértékben részesedett a különböző alkalmi jövedelmekből. 1733-tól kezdve úgy tűnt, mintha megszűnt volna a feszültség Bach és a városi tanács között. Bach rezignáltan beletörődött a templomi zene kedvezőtlen helyzetébe, a tanács pedig ettől kezdve tartózkodott attól, hogy harcias kántorát bürokratikus intézkedésekkel felingerelje.

#### Kamarazenei munkássága
Bach lipcsei életében különösen fontos időszakot jelentett az egyetemi Collegium musicum vezetésével eltöltött évtized. Köthenből sok hangszeres művet: zenekari muzsikát, kamarazenét, valamint zongoradarabokat hozott magával. A Tamás-templom diákjaival azonban nem volt lehetősége arra, hogy ezekből valamit is előadjon: nem csak megfelelő hangszeres előadóművészek hiánya miatt, hanem egyszerűen előadási alkalom híján. A tanítás és a templomi szolgálat az ösztöndíjas diákoknak úgyszólván minden percét igénybe vette.
Az egyetlen hely, ahol ekkortájt alkalom és mód nyílott világi muzsika előadására, az egyetemi Collegium Musicum bevált intézménye volt. Ennek műsoráról kevés adat maradt fenn. Ezek azt mutatják, hogy ezeknek a keretében virtuóz szólóprodukciók bemutatására is sor került, hiszen egyelőre ez volt Lipcsében az egyetlen lehetőség hivatásos zenészek nyilvános bemutatkozására. Bizonyára ez volt az oka annak, hogy Bach ekkor egy egész sorozat virtuóz igényű zongoraművet komponált.
1728 novemberében meghalt Lipót kötheni herceg, Bach régi barátja és pártfogója. A zenés gyászünnepségre 1729 márciusában került sor. A gyászzene megkomponálása és vezetése a címzetes kötheni karmesterre, Bachra hárult. Bach ekkor éppen a Máté-passió-n dolgozott, és nem volt ideje arra, hogy Lipót herceg halálára az alkalomhoz illő, nagyszabású új kompozíciót készítsen, ezért a passió készülőben levő részleteit használta fel a kötheni gyászzene céljára. Librettistája, Picander írta hozzá az új alkalmi szöveget. Lipót herceg halálával megszűnt Bach Köthenből kapott udvari karmesteri címe is. Az akadékoskodó városi tanáccsal szemben Bach fontosnak látta, hogy ezután se maradjon karmesteri titulus nélkül. Ezt tartva szem előtt, 1729 februárjában a közeli Weißenfels hercegi rezidenciáján újra előadta már régebben bemutatott Vadászkantátá-ját. Az emlékeztetés nem volt hiábavaló: Bach még ugyanabban az évben megkapta Weissenfelsben az udvari karmester címét, amelyet aztán Keresztély herceg haláláig, 1736-ig viselt.
Különösen jelentős tevékenységet fejtett ki a szász királyi család tiszteletére szerzett művek terén 1732–1734 között. Eme buzgalmának gyakorlati célja az lehetett, hogy támogatást kapjon az udvartól a tanáccsal tartó konfliktusában. A buzgalom eredményeként végül 1736 novemberében elnyerte a Hofcompositeur címet.

#### Ismételt nézeteltérések az iskolában
Matthias Gesner rektorsága idején Bach alkotókedve ismét fellángolt. 1731 és 1734 között számos jelentős művet írt, miséket, kantátákat, zongoraversenyeket. Miután 1734-ben Gesner távozott, helyébe egy fiatal rektor került, aki az iskola tudományos oktatására akarta a hangsúlyt fektetni, és ennek fő akadályát a diákok túlságos zenei igénybevételében látta, így a tantervben a zenére fordított órák megnyirbálására törekedett. Bach bosszús bizalmatlansággal figyelte az új rektor zeneellenes tevékenységét.
A kettőjük közt lappangó ellentét 1736-ban, az énekkari prefektusok kinevezése ügyében mérgesedett nyílt háborúsággá. Az énekkar működési szabályzatából ismert, hogy a diákprefektusok – az énekkar különböző templomokban működő részlegeinek vezetőjeként – fontos pozíciót töltöttek be. Különösen az első prefektus mint a kántor állandó helyettese élvezett bizalmi állást.
1736-ban egy Gottfried Theodor Krause nevű, 22 éves végzős diák töltötte be Bach bizalmából az első prefektus tisztét. A diákok között megint meglazult a fegyelem, és Krause, Bach biztatására, szigorúan vette a fegyelmezés feladatát, mire a diákok egyike a rektornál bepanaszolta, hogy a fenyítésnél durván bánt vele. A rektor magáévá tette a diák panaszát, és a prefektust a legsúlyosabb büntetésre, nyilvános megbotozásra ítélte. Krause nem akarta magát ennek alávetni, és Bach közbenjárását kérte. Bach melléje állt, és magára vette a fenyítékért való felelősséget, de az ingerült rektort nem tudta rábírni, hogy megalázó, túl szigorú ítéletét enyhítse. Krause erre elbocsáttatását kérte az iskolától, majd amikor a rektor ezt is megtagadta, önhatalmúan elhagyta az iskolát.
Krause eltávozásával ellátatlan maradt az első prefektus fontos munkaköre. A prefektusok kinevezésénél az volt szokásban, hogy az arra alkalmas diákot a kántor javaslatára a rektor erősítette meg hivatalában. A felbőszült rektor most Bach megkérdezése nélkül, önhatalmúan az addigi második prefektust nevezte ki vezetővé. Véletlenül ez is a Krause nevet viselte: Johann Gottlieb Krause. Ezt a diákot Bach kifejezetten rossz muzsikusnak tartotta. Hamarosan kiderült, hogy Krause nem képes a kántor első helyetteseként munkáját jól ellátni, Bach pedig ekkor – hirtelen haragjában – visszaminősítette alprefektusnak, és a rektor megkérdezése nélkül egyik tehetséges tanítványát, Samuel Küttlert tette meg első prefektusnak. A rektor ekkor Krause pártjára állt, nem vette tudomásul visszaminősítését, és megparancsolta neki, hogy az első prefektus munkáját továbbra is végezze. Ez teljes zűrzavart okozott. A rektor parancsára vezényelni érkező Krausét Bach 1736 augusztusában, vasárnapi istentisztelet közben két ízben is lekergette, formálisan kidobta a templom zenekarzatáról. Ugyanakkor a rektor megfenyegette a diákokat, és megtiltotta nekik, hogy a kántornak engedelmeskedjenek. Így aztán előfordult, hogy a megfélemlített diákok egyike sem mert (Bach felszólítására) az elkergetett Krause helyébe lépni, úgyhogy egy alkalommal a már végzett diákok egyikének kellett szívességből a vezénylést vállalnia.
Bach a városi hatóságnál sorozatos beadványokban tiltakozott a rektor önkénye ellen. A tanács képtelen volt az iskola két vezetője között békét teremteni. A vitában a tanács láthatóan inkább a rektor pártján állt. Hogy mégsem akarták vagy nem merték a kántort nyilvánosan megrendszabályozni, talán abban leli magyarázatát, hogy Bach 1736 novemberében megkapta az udvari komponistává való kinevezését. A tanács végül az óvatos kivárás mellett döntött, és megvárták, amíg a szóban forgó prefektus végzett tanulmányaival.

### Kései évei

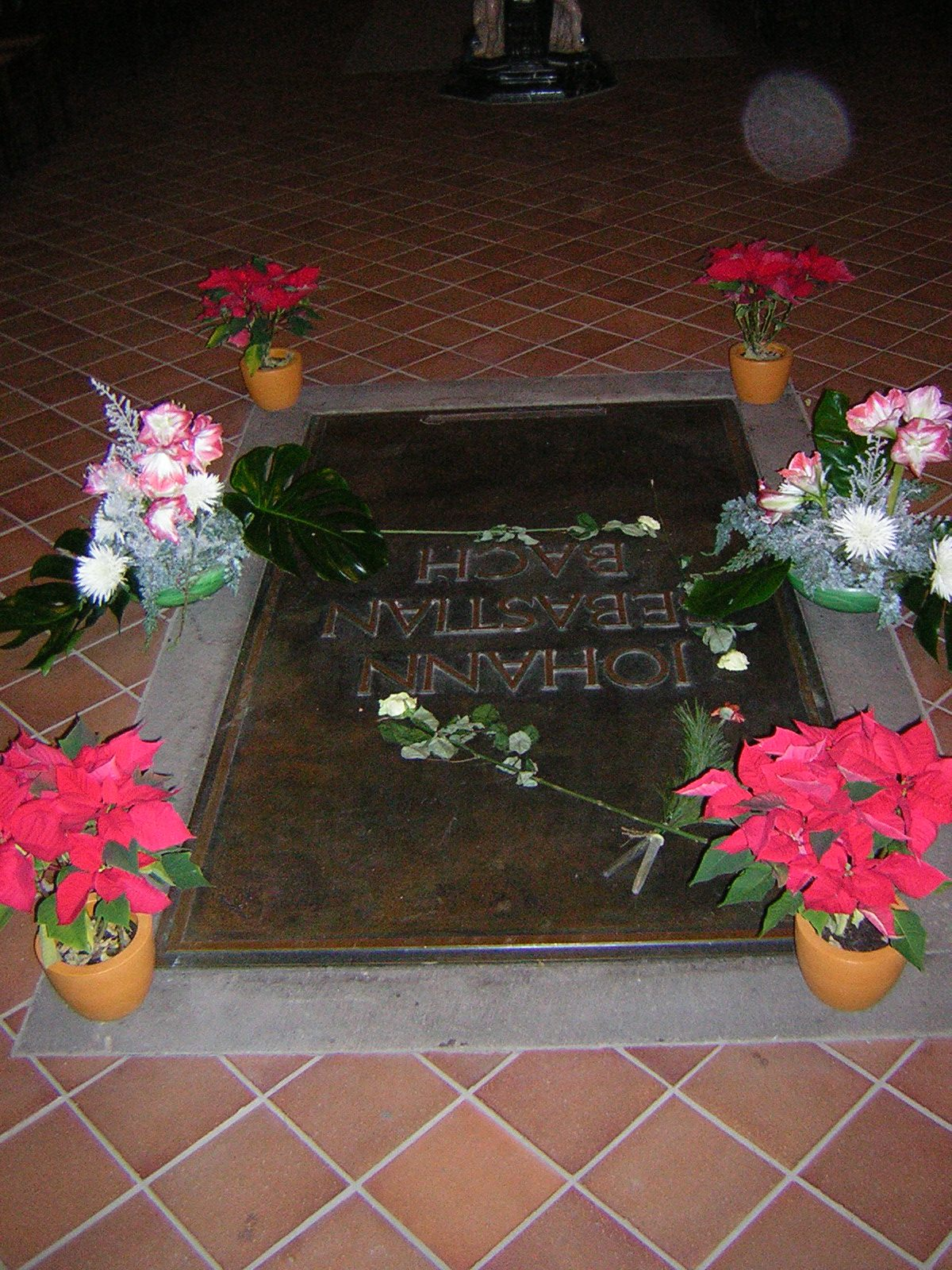
Bach sírja a lipcsei Tamás-templomban

Az 1740-es évekre Bach visszahúzódott a Neuekirche komponistai, illetve a Collegium Musicum karnagyi státuszába.
1747 májusában meghívást kapott II. Frigyes porosz királytól (akinek az udvarában dolgozott Bach Carl Phillip Emanuel nevű fia is). Itt igen sok új és jó orgonával találkozhatott, illetve az akkor még újdonságnak számító fortepianóval (a mai zongora) is. A történet szerint a király egy rövid zenei idézetet adott Bachnak, aki ebből helyben fúgát dolgozott ki. Állítólag ebből készült a Musikalisches Opfer, melynek tartalma egy háromszólamú, ill. egy hatszólamú fúga, tíz kánon és egy triószonáta, melyekben közös, hogy mindegyik ugyanarra a témára építkezik. Egy későbbi kontrapunktikus munkaciklusának az eredménye A fúga művészete, melyet már 1742-ben megírt ugyan, de még 1749-ig dolgozott rajta. Ez a mű egyszerű, ellen-, tükör- és többtémás fúgák, ill. kánonok gyűjteménye. Kései művei közé tartozik még a h-moll mise, ami tulajdonképpen sok régebbi művének feldolgozása, paródiája és egybefoglalása.
Körülbelül 1740-től kezdve Bach már hanyagul látta el a templomi és az iskolai munkát. A lipcsei templomok számára ekkoriban már alig komponált újat. A Tamás-iskolában pedig, valószínűleg Bach ajánlatára, 1740 elején külön zeneelmélet-tanárt alkalmaztak, aki a jelentkező diákokat megvizsgálta és képességeikről jelentést tett; eszerint Bach most már iskolai munkájában is jelentős könnyebbséget élvezett.
Bach élete utolsó éveiben bekapcsolódott a lipcsei Zenetudományi Társaságba. A társaság alapítója Lorenz Mizler, valamikor Bach tanítványa volt Lipcsében, és 1734-ben mesterének dedikálta zenei tárgyú doktori disszertációját. Bach a Vom Himmel hoch da komm ich her ismert korál dallamára szerzett hatalmas kánonvariációkat ajánlotta fel e célra. Ez a műve aztán 1748-ban Nürnbergben nyomtatásban is megjelent. Az alapszabály szerint a társaság könyvtárában el kellett helyezni a tagok képmását is, ennek köszönhető Bach leghitelesebb arcképe, Elias Gottlob Hausmamn drezdai udvari festő munkája 1747-ből.
Bach utolsó éveit betegsége borította a szó szoros értelmében homályba, tudniillik szemére szürke hályog ereszkedett, valószínűleg cukorbetegség miatt. Bach szembaja és ezzel összefüggő betegeskedése 1749 májusában fordult komolyra, végzetesre. Bár a források kifejezetten nem említik, valószínűleg már ekkor szélütés érte. Az éppen Lipcsében tartózkodó angol szemorvos, John Taylor megoperálta Bach szemét. A műtét – bár meg is ismételték – szerencsétlenül végződött: nemcsak látásától fosztotta meg a zeneszerzőt, de az ártalmas gyógyszerek és kezelések Bach addig egészséges szervezetét is teljesen tönkretették, úgyhogy utána fél évig majdnem állandóan betegeskedett. Halála előtt tíz nappal úgy látszott, mintha látása hirtelen megjavult volna: reggelre egészen jól látott, és a világosságot is jól tűrte. Néhány órával később azonban szélütés érte (valószínűleg ez volt a második). Ezt hatalmas láz követte, aminek következtében az orvosok közbenjárása ellenére 1750. július 28-án, este negyed kilenc órakor elhunyt.
Három nappal később a Szent János-templom melletti temetőben földelték el. Sírjának pontos helyét kő vagy más jel nem őrizte meg; ezt már a 19. század közepén is csak a Tamás-iskola kórusnövendékeinek szájhagyománya vélte ismerni. Ennek alapján 1894-ben exhumáltak egy sírt, és a maradványokat a Szent János-templomban temették újra. Bach feltételezett földi maradványait 1950-ben a Tamás-templomba vitték át.
Bach halála után Anna Magdalena rövid időre még megkapta a várostól az özvegyi kegydíjat, majd hamarosan sötét nyomorba süllyedt. Saját gyermekei még kiskorúak voltak, az első házasságból maradt, tekintélyes pozíciókban elhelyezkedett zenész fiúk pedig mit sem törődtek mostohaanyjuk sorsával. Így történhetett, hogy nem egészen tíz évvel Bach halála után, 1760. február 27-én Anna Magdalena mint koldusasszony (Almosenfrau) halt meg Lipcsében.

## Művészete

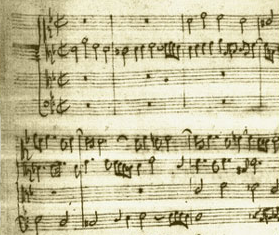
Részlet A fúga művészetéből

Johann Sebastian Bach művészete jelenti a barokk zene betetőzését. Korának legműveltebb muzsikusa volt. Ismerte úgy kortársai mint az elődei zenéjét. Érdeklődésének elsődleges oka a zeneszerzési technikák megismerése volt. Nagy hatással voltak rá Vincent Lübeck és Dietrich Buxtehude virtuóz orgonisták, de figyelemmel kísérte a kortárs Georg Friedrich Händel pályáját is. Érdekelték az Itália zeneszerzői, különösen a vele csaknem egyidős Antonio Vivaldi, akinek concerto-formáit saját műveiben is alkalmazta. Ismerte Domenico Scarlatti szonátáit és Alessandro Scarlatti kórusműveit is. A francia zeneszerzők közül Jean-Baptiste Lully, Jean-Henri d’Anglebert, és François Couperin voltak rá a legnagyobb hatással.
Szinte minden korabeli műfajban alkotott, az egyedüli kivétel az opera. Legkedveltebb műfajai a korál, a korálvariáció, a kánon és a fúga voltak, s ezen kompozíciós technikák mindegyikét a legmagasabb szintre fejlesztette. Bach egyházi műveiből árad a mély evangélikus vallásosság, hiszen közel 250 kantátájából mintegy 200 egyházi kantáta. Kantátáiban és passióiban a népszerű evangélikus korálokat (egyházi népénekeket) dolgozta fel. Alkalmi jelleggel pedig a protestáns zenei tradíción kívüli műfajokban is alkotott, ilyen például a drezdai katolikus udvarnak írt grandiózus h-moll mise. Műveinek mintegy fele – részben fiai hanyagsága folytán, részben a történelem viharaiban – elveszett.

### Zenei kiteljesedése
Bach fiatalkorában ismerkedett meg a német motetták és korálkórusok világával, ezek hagyományaival. A lüneburgi diákságával kezdődően pedig megismerkedett a hangszeres egyházi hangversenyek világával is. A német mesterek mellett a cellei tartózkodása idején megismerkedett a francia művészek zenéjével is.
Első orgonaműveit arnstadti tartózkodása alatt írta (BWV 715, BWV 722, BWV 729, BWV 732), amelyek szertelen disszonanciák, alterációk és modulációk halmozásával joggal vívták ki Bach munkaadóinak nemtetszését. Ugyancsak Arnstadtban írta meg első kantátáját a BWV 15-t. Ekkor keletkezett orgonaművei nem minden esetben határolhatók el az egykorú zongoraműveitől (klavikord vagy csembaló). Jobbára zongorára írta a BWV 992 és BWV 993-as capricciókat és a BWV 963-as szonátát, de obligát pedálszólam hiányában nem egyértelműen orgonamű néhány korálpartita sem (BWV 766, BWV 767).
A mühlhauseni tartózkodása idején három kantátát írt: a BWV 71 az 1708-as tanácsválasztásra, a BWV 131-es a lelkész kívánságára, a BWV 196 pedig egy esküvőre készült. Mindháromra jellemző a bibliai szöveg túlsúlya valamint a recitativo teljes hiánya és Bach jellegzetes vokális fúga-típusa.
Bach orgonistaként való kiteljesedése a weimari évekre tehető. Az itt eltöltött időszak első felében az északnémet mesterek technikája és formavilága érezhető Bach művein (BWV 543, BWV 578, BWV 565, stb.), de mondanivalójuk sokkal nagyobb súllyal bír és a bennük megvalósuló virtuozitás túlszárnyalja elődeit. Korai weimari orgonakoráljai (BWV 696-670 stb.) részben Johann Pachelbel fugato-technikáját, részben pedig a cantus firmus köré szőtt fantáziatípust (BWV 720) képviselik.
A weimari időszak második felében az orgonaművei már az olasz concerto és triószonáta-irodalom hatását mutatják. Orgonaművei részben Vivaldi (BWV 593, BWV 594, BWV 596), részben pedig az ifjú János Ernő herceg olaszos koncertjeinek (BWV 592, BWV 595) átiratai. Műveiben érződik még Arcangelo Corelli és Giovanni Legrenzi hatása is, de fellelhető Girolamo Frescobaldi formatípusa és motivikája is. Bach ízlésének olaszosodását már az Aria variata alla maniera italiana (BWV 989) címe is jelzi. Orgonakoráljaiban Johann Gottfried Waltherrel egyidőben alakította ki azt a típust, amelyben a folyamatosan végigvezetett cantus firmust aprózottabb, kontraszt-motivikájú szólamszövedék veszi körül.
Weimari éveinek talán legjelentősebb műve az a-moll preludium és fúga (BWV 894) amelyik jellegében egy olaszos versenymű két szélső tétele. Ebből lett aztán a harmadik zongoraszonátából átvett adagio közbeékelésével 1730 körül a híres a-moll hármasverseny (BWV 1044). Első profán kantátája a Vadászkantáta (BWV 208) a weimari hercegnek a weißenfelsi udvarban tett látogatásakor hangzott el először.

#### A kötheni korszak zenéje
Kötheni munkahelyén, mivel nem állt rendelkezésére orgona és emiatt figyelme a hangszeres zene felé fordult. Ebben az időszakában számos szonátát, zenekari koncertet és szvitet írt, de kimagasló jelentőségű zongoraműveket is szerzett. Bach művészi életének legjelentősebb időszaka volt ez, hiszen amellett, hogy jó hangszerek álltak rendelkezésére, a közönség is igényes volt. Évekkel később, Lipcsében barátjának (Georg Erdmannnak) írt levelében is Köthen érdemeit méltatta.
Hangszeres zenéje ebben az időszakban tökéletesedett ki. Bach éveken keresztül kísérletezett az orgonajáték és az orgonakompozíció formai és technikai lehetőségeivel, most Köthenben (orgona hiányában) a zongorajáték szerkezeti és technikai kérdéseiben vetette fel az alapvető problémákat. Külső indítékként számontartható az is, hogy Lipót herceg Berlinből, drága pénzen, kiváló minőségű csembalót hozatott karmestere részére. Ennek hatására fedezte fel önmagában a zongoraművészt és a hivatott zongorapedagógust.
Az első kéziratos zongoramű-gyűjteménye 1720-ból származik. A Klavierbuch für Wilhelm Friedemann Bach-ot az akkor tízéves fia zenei nevelése céljából írta. Ennek egyik technikai újítása az általa applicatiónak nevezett ujjrend kérdése volt, fő újítása az volt, hogy a hüvelykujjat is a többi ujjal egyenrangú tényezőként kezelte, ellentétben a korábbi módszerekkel, amelyeket elavultnak vélt. A gyűjtemény 62 darabja közt mindössze két korál található, a többi mind világi zene. Ez bizonyítja azt, hogy Bach a fiát nem templomi kántornak vagy orgonistának szánta, hanem sokoldalúan képzett világi muzsikusnak.
1722-ben fejezte be a Wohltemperiertes Klavier első kötetét, amelynek zongorafúgái csúcspontot jelentenek Bach kontrapunktikus művészetében. A gyűjtemény egyik technikai alapgondolata (amint ezt a mű címe is elárulja) az úgynevezett temperált hangolás, amelyben a korlátlan moduláció (hangnemváltás) és valamennyi hangnem egyenrangú használatát vizsgálta. (Bach sokféle hangolást használt, de a közkeletű vélekedéssel ellentétben ezek egyike sem a XX. század elejétől elterjedt egyenletes lebegésű hangolás volt. A temperált hangolásban a hangnemek még megőrizték egyedi karakterüket, viszont már lehetővé váltak korlátlan modulációk. A Wohltemperiertes pontos hangolása vitatott, ugyanakkor elterjedt nézet, hogy a borítólapot díszítő tizenkét hurok motívuma kódolja a hangolandó lebegéseket, tehát magát a hangolást.)
Ugyancsak a kötheni időszak terméséből valók a szólóhegedűre írt híres szonáták és partiták. A szólószonáták előadása kiemelkedő virtuóz teljesítményt követelt, amit csakis a hercegi udvar közönsége tudott nagyraértékelni. Ezen szonáták sorában érdekes helyet foglalnak el a csembalókíséretes hegedűszonáták. Ezeknek történeti jelentősége, hogy – a régebbi szonátairodalommal szemben – Bach az elsők egyike, aki szabályosan kidolgozott, polifón szólamokkal látja el a zongorista mindkét kezét és ezzel e szonáták zenei anyagát a hagyományos triószonáta szerkezetével emeli egyenrangúvá – ellentétben a régebbi, continuóra szorítkozó zongoraszólam-típussal.
Szonátáiban egyaránt használta a klasszikus, négytételes sonata da chiesa formát, mint a modernnek számító, Vivaldi-féle háromtételes concerto-formát. Szvitjei a klasszikus négytételes formában (allemande, courante, sarabande, gigue) íródtak, de beiktatott táncolt (menüett, gavotte, bourrée) és nem táncolt (prélude, ouverture, air) tételeket is.
Művei hegedűtechnikailag a polifónia felé hajlottak. Nagyobb szerepet szánt a gordonkának, mint a viola da gambának. Az 5. szvitjében scordaturát is megkövetelt, ami addig csak hegedűre volt jellemző. A 6. szvittet viola pomposára írta.
Két vagy több hangszerre írt szonátáiban a műfaj fejlődését illetően korszakalkotó fordulathoz érkezett: Bach kamarazenéjében találhatók meg első ízben a cembalo certato-szólamok, vagyis nála ezekben a művekben a zongora egyenrangúan vesz részt a témák intonálásában és feldolgozásában. E műveinek megnevezésében mindig első helyen utal a zongorára, szemben a csupán continuo zongoraszólamot tartalmazó művekkel.
A Corelli-féle concerto grosso műfaját Bach kötheni muzsikájában a különféle hangszerösszeállítású hat brandenburgi koncert képviseli. Formájuk a háromtételes concerto. A kamarazene és a zenekari muzsika határán állnak és bennük az olasz forma nemegyszer német táncritmikával párosul. E koncertek nyitó allegróiban Bach(a jellegzetes anapesztus-ritmikájú) ritornell motívumanyagának szerves továbbfejlesztésével és feldolgozásával a német szimfonikus irodalom megalapozójává lett.

#### A lipcsei évek zenéje
lipcsei tartózkodása alatt elsősorban vokális templomi műveket, elsősorban kantátákat (kb. 165 mű) írt. Ezekre jellemző a nagy nyitókórus, amit hozzá szövegileg lazán kapcsolódó, szabad recitatívók és áriák követnek, a végén korál kórussal (pl. BWV 65). A korálkantátákat ekkor még a jobbára átdolgozott korálszövegre komponált fantáziaszerű variációk képviselik (pl. BWV 93).
A Tamás-iskolában előállt problémák miatt arra kényszerült, hogy szólókantátákat írjon. A mintegy félszáz mű közül kiemelkedik néhány különösen igényes és tartalmában is jelentős mű, amelyekben a szöveg képszerűségének széles zenei kifejezése már a kései kantátákra utal (pl. BWV 51, BWV 54, BWV 56). Ezen átmeneti művek mellett kantátatermése 1731 táján kettéágazik. Egyik ág az evangélium-szövegeknek dramatizáló, tehát az oratórium felé közeledő megkomponálása, ahol a mű magja a bibliai szövegnek nem a kórus, hanem a recitativo módján való megszólaltatása (pl. BWV 42, BWV 11). A másik ág a korálkantáta, szélső tételeiben magával a koráldallammal, közbül lírai szólószámokkal (pl. BWV 9, BWV 112). Ezekben a nagy nyitó korálfantáziák már a kései korálfeldolgozások széles, dalszerű kontrapunktikájára mutatnak. Egy-egy közbülső énekszámban szinte kontrasztanyagként csendül fel a koráldallam. Ez az ág néha a szövegek allegórikus dramatizálása révén közeledik a másikhoz (pl. BWV 60).
A Lipcsében eltöltött időt Bach hangszeres zenéjében a zongoraművek jellemzik. Kevés kivétellel az összes gyűjteményes mű, a felesége Anna Magdalena számára írt Clavierübungban található. Ennek harmadik kötetében azonban zömmel már orgonaművek találhatók, bár ezek közül számos csembalón vagy klavikordon is előadható. Bach utolsó ciklikus műve a Goldberg-variációk (BWV 988) volt.
A lipcsei orgonaművek nemcsak formában, hanem hangvételben is a kötheni évek kamarazenéjének folytatásai. Külső keretük a háromtételes concerto, a zárótételben nem egyszer hatalmas kontrapunktikus remekművel (c-dúr, c-moll). Bach orgonaszonátáiban a témák szigorú háromszólamú feldolgozásának technikája hajlékony kifejezésmóddal társul.
Bach A fúga művészetében mindent összefoglalt, amit az ellenpontról akkoriban tudni lehetett és ezt saját gondolataival és ötleteivel bővítve egy egyedülállóan nagyszerű és költői művet hozott létre, amely az utóbbi kétszáz évben a zeneszerzők egyik alaptanulmánya lett. Ez Bach utolsó jelentős szerzeménye, és soha nem fejezte be. Miközben egy óriási hármas fúgán dolgozott, úgy döntött, ellenpontként megtoldja a neve kezdőbetűit viselő hangokkal. Ahol ez a név felbukkan, ott ér véget a kézirat. Néhány muzsikus – Donald Francis Tovey, Hugo Riemann és mások – befejezést írt hozzá, ám ezeket sose játszották koncerten.

## Jelentősége és öröksége

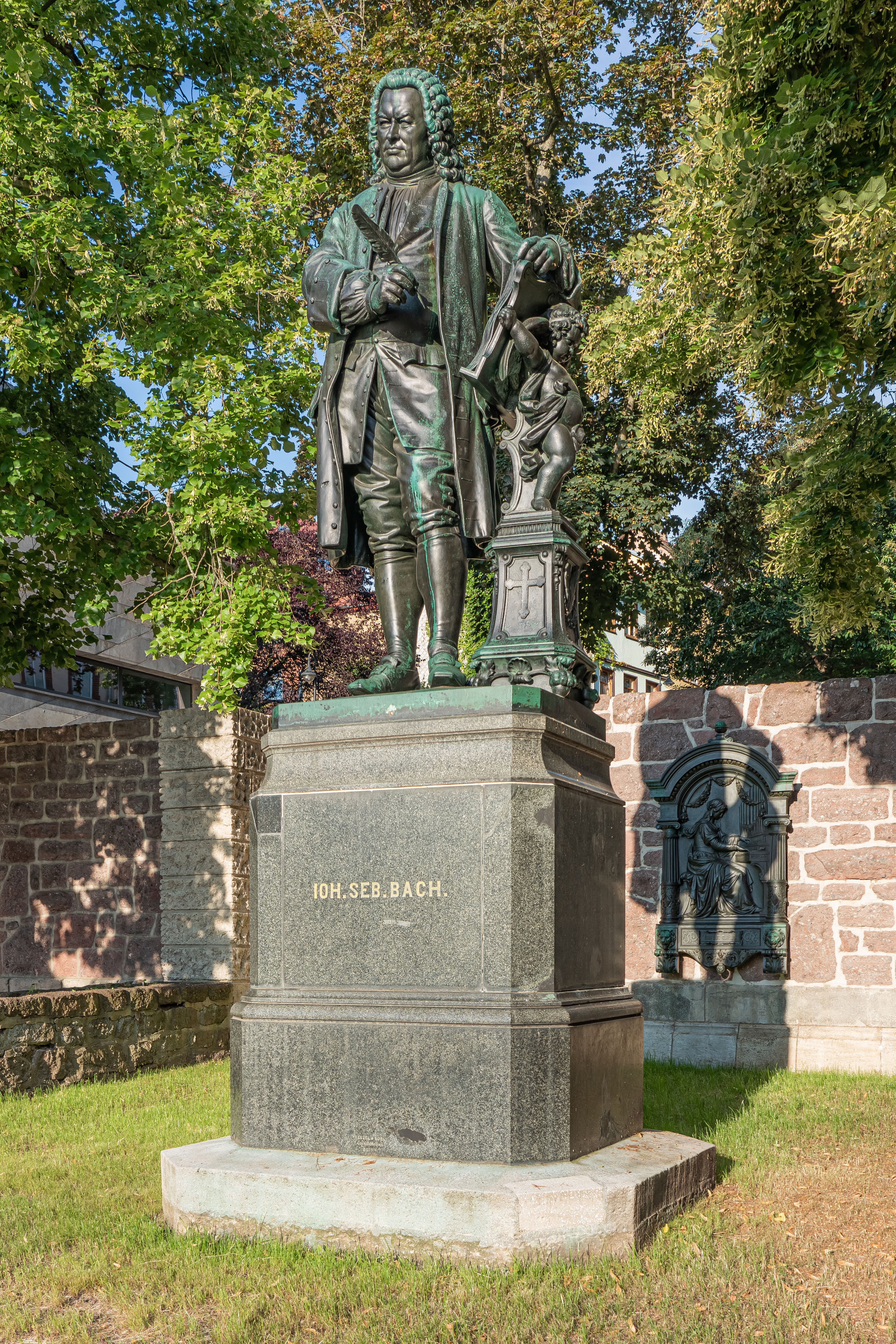
Az eisenachi Bach-emlékmű

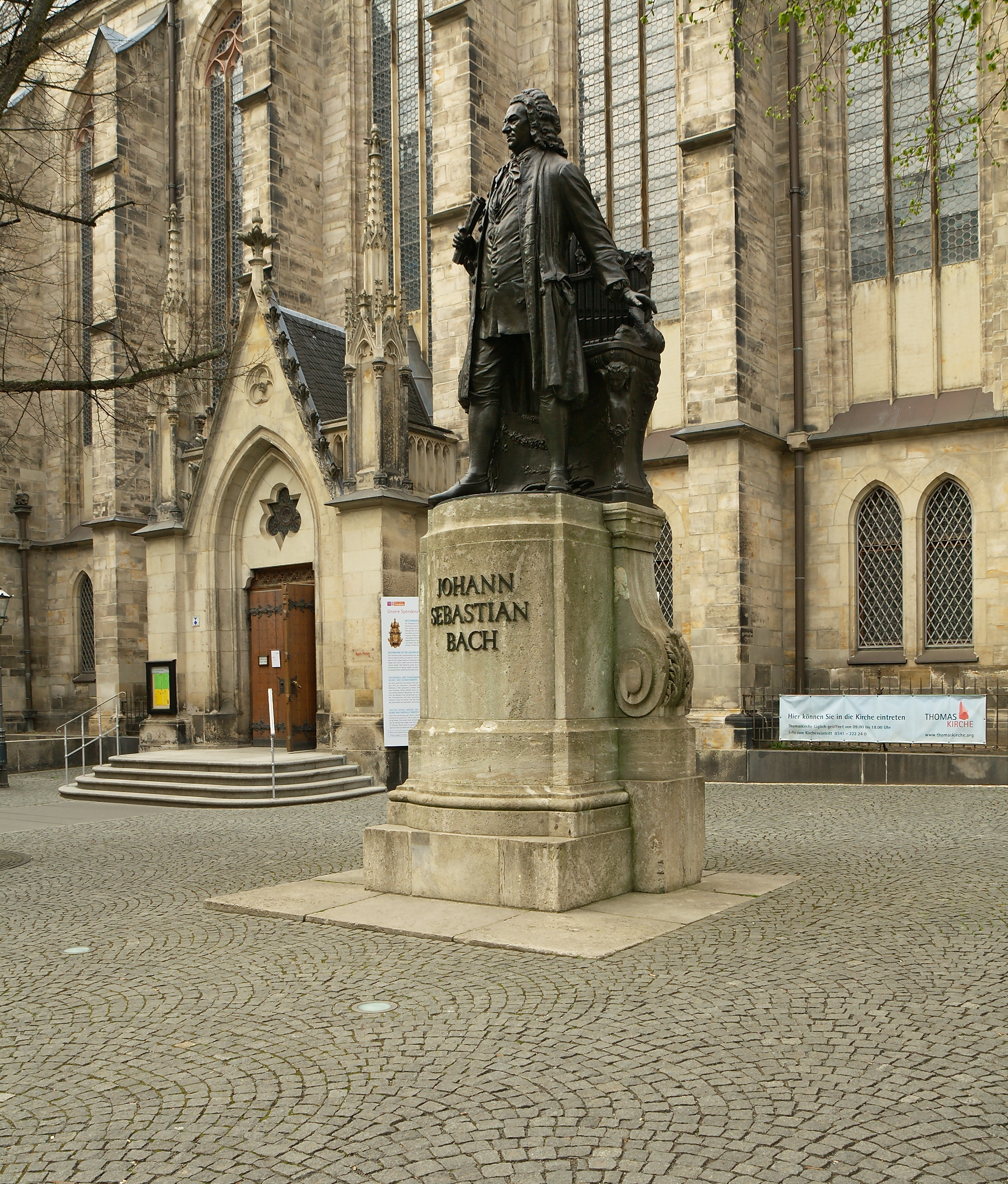
A lipcsei Bach-emlékmű

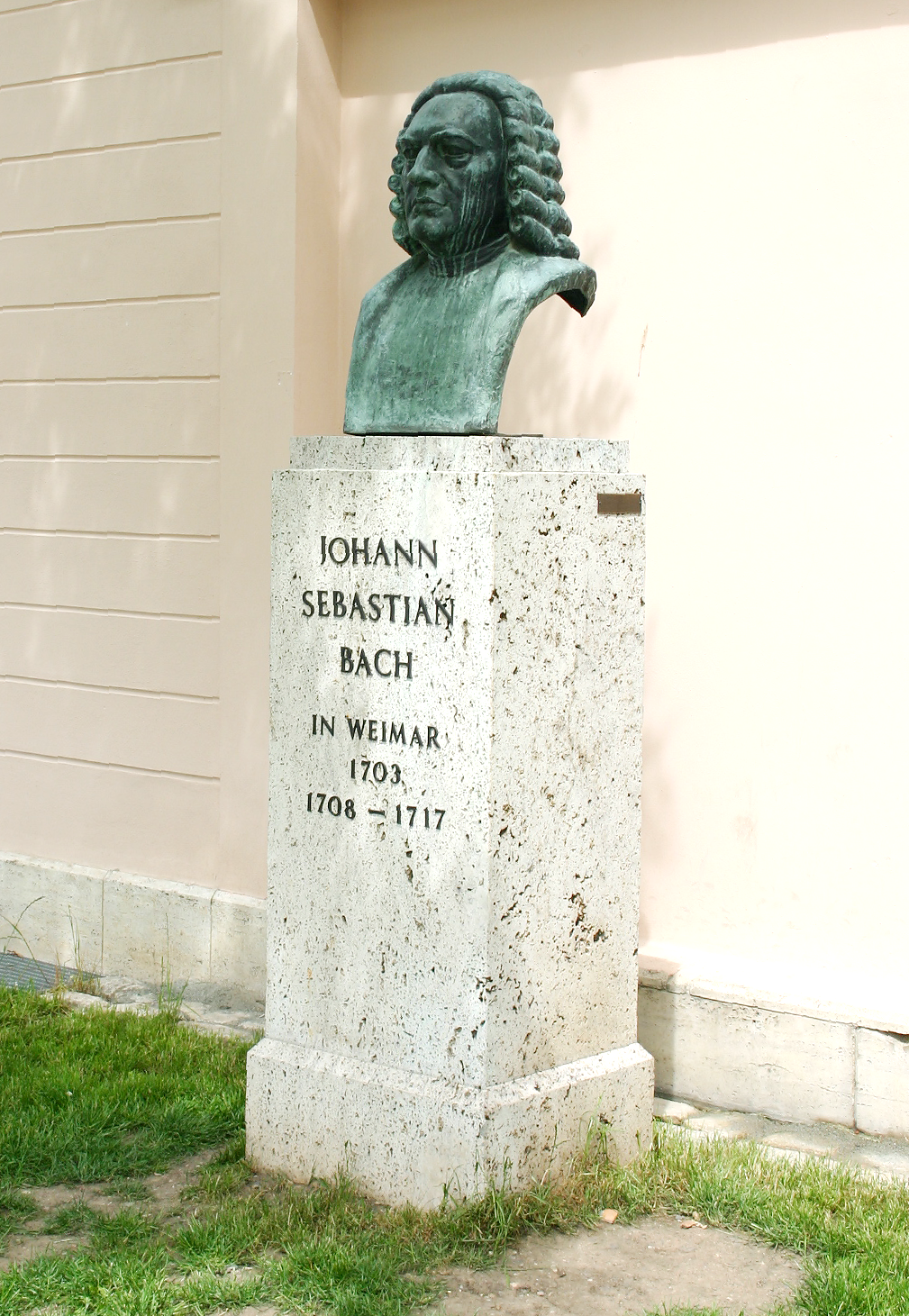
A weimari Bach-szobor

Bach zenéjét mindenekelőtt hangnemi sokszínűsége különbözteti meg a kortársaitól. Míg azok többsége alávetette magát a meglévő szabályoknak, Bach maga alkotta a szabályokat. Már ifjúkorában is buzgón tanulmányozta a zenében rejlő harmóniai lehetőségeket. A hallgatói nem voltak hozzászokva ehhez a merészséghez. Arnstadtban a huszonegy éves Bachot azért marasztalták el, mert „több furcsa variációt mutatott be a korálra, ezekbe különös hangzásokat kevert, és ezzel összezavarta a gyülekezetet”. Ahogy idősebb lett, mind hangsúlyozottabbá vált a harmóniai újítókedve.
Bach az elődeitől örökölt formákat folyamatosan bővítette, finomította, és tökéletesítette. Ő fejlesztette ki a zongoraversenyt. Szóló vonós hangszerekre írott zenéjének ötletgazdagsága, sokrétűsége és nehézségi foka máig fölülmúlhatatlan. Életműve a klasszikus zene egyik fejlődési irányának végső differenciálódása és egyben lezárása. Gyökerei visszanyúlnak a németalföldi mesterek polifóniájába, Girolamo Frescobaldi orgonazenéjébe és a 17. századi német orgonamesterek korálfeldolgozó művészetébe. Mindezt egybeolvasztotta saját korának új olasz formáival és francia ízlésével.
Melodikája szervesen épül a lutheránus korál hagyományaira, de ennek a modális részét már az új dúr- és moll-zene szellemében alakította át és ennek megfelelően harmonizálta. Melodikus invenciójában a szűkített és bővített hangköz-lépések csakúgy affektus-hordozók, mint ezeknek a hangközöknek akkordos megszólalásában. Harmóniavilága a terckiépítésű hármas- és négyeshangzatoknak és ezek alterációinak olyan gazdag készletét használja fel, amit vele egyidőben Rameau szedett rendbe. Akkordfűzésében többnyire a harmóniák funkciós vonzása érvényesül. Modulálásában minden rendelkezésére álló eszközzel él, amit a tizenkétfokú, egyenletesen temperált hangrendszer nyújt (diatónia, kromatika, stb.).
Bach jelentőset alkotott a temperált hangrendszer alkalmazása terén, a Das wohltemperierte Klavier című munkájában. Bach korában a középhangos temperálás volt a használatos, ami azt jelentette, hogy változó magasságú félhangokat használtak, annak érdekében, hogy nyolc nagy tercet tökéletesen tisztára hangoljanak. Ez a hangolás egyszerű hangnemekben nagyon tisztán szól, a távoli hangnemek és a modulációk azonban olykor zavaróan furcsán szólnak, és egy hangnemet teljesen fel kellett áldozni. Hagyományosan ez az Ász-dúr, ami középhangos hangolásban elméletileg sem létezik: Ász helyett a sokkal mélyebb giszt hangolják tisztára, ugyanakkor a disz helyett az esz – sokkal magasabb hang – lesz tiszta. A giszre épülő akkord kvintje "farkaskvint", majdnem fél hanggal tágabb a tiszta kvintnél, és borzasztóan szól (effekt akkord céljára gyakran használta Rameau vagy Couperin). A módosított középhangos hangolásokban a farkaskvintet kiküszöbölték, de továbbra is gond volt, miképp rendezzék el úgy az oktávon belül a hangokat, hogy a skála egyes hangjai kiegyenlített harmóniai sort alkossanak. Középhangos temperálás esetén egy hangnemen belül ez megoldható volt, de ami jó volt, például, C-dúrban, az nem volt jó f-mollban. Bach temperált rendszerében a legtöbb nagy tercet a tisztánál tágabbra hangolta, ezáltal közelebb kerültek egymáshoz a hangnemek karakterei, és tetszőlegessé vált az egyes hangnemek közötti átmenet. A tizenkét hang bármelyike alaphangként szolgálhatott.
Bach zenéje kapcsán az egyik legnagyobb nehézséget az előadói gyakorlat kérdései okozzák. Nyilvánvalóan lehetetlen feltámasztani egy, a Bach korabelivel teljesen megegyező előadásmódot, de érdemes törekedni a kor előadói gyakorlatának megismerésére, és lehetőségek szerinti követésére, a művek hitelesebb tolmácsolása érdekében. A zenei romantika korában kialakult előadói hagyomány, amely egészen a 20. század közepéig, a historikus mozgalom megjelenéséig tartotta magát, nem vett tudomást a Bach korabeli előadói gyakorlatról, a Bach-művek előadását a maga korának klasszikus-romantikus zenei előadásmódjához igazította. Az intenzív zenetudományi kutatásoknak köszönhetően a historikus előadói mozgalom megjelenése óta a korábbi generációknál többet tudunk a bachi előadásmód fő összetevőiről. Ennek köszönhetően napjainkban már megszokott, hogy forráshű (ún. Urtext) kottából, viszonylag kis előadói apparátussal, a korabeli tempóbeli, dinamikai, díszítési és frazeálási szokásokat figyelembe véve adják elő Bach műveit, nem ritkán korhű hangszereken és korhű hangolást alkalmazva.
Számos újítást vezetett be a hangszerjáték területén, többek között neki tulajdonítják a viola pomposa („pompázatos mélyhegedű”) megalkotását, de ez nem bizonyított.
Bach halála után zenéjének nagy részét félretették, bár őt magát és némelyik művét nem felejtették el. Szilárdan tartja magát az a közhely, hogy mindaddig mellőzték őt, amíg Felix Mendelssohn Bartholdy 1829-ben fel nem támasztotta a Máté-passiót. Ez nem igaz, hiszen egyrészt a fiai, másrészt pedig tanítványai révén tovább élt zenéje.
Bach fiaival a híres család muzsikusai elapadtak. Johann Sebastian Bach utolsó, egyenes ági férfi leszármazottja Wilhelm Friedrich Ernst Bach (1759-1845) volt, a bückeburgi Bach unokája. A meiningeni és az ohrdrufí Bach-ág ma is létezik, s 1937-ben jött létre a Bach’ser Familienverband für Thüringen – a Bach Családi Társaság Türingiáért. Hivatásos zenész azonban egy sincs a 20. századi Bachok között.

## J. S. Bach filmen, a filmművészetben
Műveit a filmben, különösen a filmművészetben a XXI. századig felhasználták. Többek között a legismertebb alkotók, alkotások:
- Ingmar Bergman: A nap vége, A csend, Persona, Őszi szonáta
- Federico Fellini: Az édes élet
- Luis Buñuel: Viridiana
- Pier Paolo Pasolini: A csóró, Máté evangéliuma, Salò, avagy Szodoma 120 napja
- Andrej Tarkovszkij: Solaris, Tükör, Sztalker (53. perc: Erbarme Dich), Áldozathozatal
- Stanley Kubrick: Barry Lyndon
- Richard Attenborough: A híd túl messze van
- Tage Danielsson: Picasso kalandjai
- Carlos Saura: Lidérces éjjel
- Stuart Gordon: Fortress
- Robert De Niro: Bronxi mese
- Steven Spielberg: Schindler listája
- Alan J. Pakula: A pelikán ügyirat
- Jonathan Demme: A bárányok hallgatnak
- Martin Scorsese: Casino
- Danny Boyle: Trainspotting
- Tarr Béla: Werckmeister harmóniák
- Oliver Stone: Snowden
- Todd Field: Tár

## Magyarul megjelent művei
- Levelek, írások, dokumentumok; ford., jegyz. Dávid Sándor; Zeneműkiadó, Budapest, 1985

## Kapcsolódó lapok
- BACH-motívum
- Bachwürfel
- Johann Sebastian Bach műveiről szóló cikkek
- Bach 330: 2015-2016 közt futó szabadművészeti projekt
- Könyv a Ciaccona titkáról

## További irodalom
- Gárdonyi Zsolt: J. S. Bach ellenpontművészete; ford. Terray Boglárka; EMB, Budapest, 2022
- Malte Korff: Johann Sebastian Bach, Budapest, Magyar Könyvklub, 2001 ISBN 963-547-430-X
- Christoph Wolff: Johann Sebastian Bach – a tudós zeneszerző, Park kiadó, 2004
- Lichtenberg Emil: Johann Sebastian Bach élete és művei, Budapest, Rózsavölgyi és társa, 1940
- Douglas Hofstadter: Gödel, Escher, Bach: Egybefont gondolatok birodalma. Typotex Kiadó, 2005 ISBN 963-7546-99-5
- Barna István: Johann Sebastian Bach életének krónikája, Budapest, Zeneműkiadó, 1974 ISBN 963 330 036 3
- Láng György: A Tamás-templom karnagya – Johann Sebastian Bach életének regénye, Budapest, Móra, 1983 ISBN 963 11 3279 X
- Galambos Ádám (szerk.): Bach közelében – Vallomások a 330 éve született zeneszerzőről, (Szerzők: Bubnó Tamás, Eötvös Péter, Falcsik Mari, Fassang László, Finta Gergely, Gáncs Péter, Nagy Tamás, Petőcz András, Sárközi Mátyás, Szabó István, Szabó T. Anna, Vásáry Tamás, Zalán Tibor), digitális kiadvány, 2015

## Interaktív média
- Máté passió (Hiperszöveg) (magyarul)
- h-moll mise (Flash) (angolul)
- Goldberg-variációk (Flash) (angolul)
- Wohltemperiertes Klavier (Flash) (angolul)
- bach-cantatas.com